# 花澤香菜
花澤 香菜（はなざわ かな、1989年2月25日 - ）は、日本の声優、女優、歌手。東京都出身。大沢事務所所属。夫は同じく声優の小野賢章。愛称は、香菜ちゃん。

## 経歴
芸能界に入るきっかけは、子役のオーディションのチラシを持ってきた母に「やる？」と言われて即答したからである。幼稚園児の頃より子役として活動した。バラエティ番組『やっぱりさんま大先生』や、テレビドラマ『ガッコの先生』などにレギュラー出演している。その間はビッグアップル、ファイブ☆エイト、スマイルモンキーに所属していた。
14歳の時、2003年放送のテレビアニメ『LAST EXILE』のホリー・マドセイン役として初めて声優に挑戦した。約3年のブランクを経た2006年、高校3年生の時にテレビアニメ『ゼーガペイン』にヒロインのカミナギ・リョーコ役でレギュラー出演する。本作をきっかけに、声優業を志すようになる。大学への進学が決まった後、知己のあった大沢事務所のマネージャーに電話で交渉し、所内審査を経て所属が決まる。
2007年に大学へ進学。同時期に大沢事務所に正所属し、声優として本格的に活動を始める。2011年に大学を卒業してタレント専業になった。2010年12月19日、ラジオ番組「ノン子とのび太のアニメスクランブル」のリスナー投票で選出する「アニメグランプリ2010」にて、「最優秀女性声優賞」を受賞する。
2012年2月23日、オフィシャルサイトを開設し歌手デビューを発表した。26日に制作発表会『花澤香菜 Solo Debut Presentation Party』を開催し、アニプレックスから1年で4枚のシングルをリリースすることが告知される。その第1弾として4月25日に「星空☆ディスティネーション」、7月18日に第2弾「初恋ノオト」、10月24日に第3弾「happy endings」、2013年1月16日に第4弾「Silent Snow」をリリースした。
2013年2月20日、1stアルバム『claire』をリリース。3月にはNHK大阪ホールと渋谷公会堂で初めてのソロコンサートを開催した。
2013年4月17日、「ファミ通アワード2012」にて「キャラクターボイス賞」を受賞する。
2014年2月26日、2ndアルバム『25』をリリース。4月から5月にかけてライブを4箇所で開催した。
2015年、第九回声優アワード助演女優賞を受賞。同年3月に、自身初となる主演実写映画『君がいなくちゃだめなんだ』に出演した。
2015年4月22日、3rdアルバム『Blue Avenue』をリリース。同年5月3日に声優の単独公演としては8人目となる日本武道館ライブを皮切りに、5月から7月にかけて5都市でツアーを開催した。
2015年10月10日、「ニュータイプアニメアワード2014-2015」にて女性部門の「声優賞」1位を受賞する。同年11月から翌年2月にかけて、朗読＆アコースティックライブの全国サーキットイベントを9都市で開催した。
2016年9月7日、三井住友VISAカードから「花澤香菜VISAカード」の発行が開始。三井住友VISAカードが声優を起用したのは、これが初となる。
2017年2月22日、4thアルバム『Opportunity』をリリース。4月から6月にかけてライブを5都市で開催した。
2017年4月、所属レーベルをSACRA MUSICに移籍。
2018年10月7日、「ニュータイプアニメアワード 2017-2018」にて女性部門の「声優賞」1位を受賞する。
2019年2月20日、5thアルバム『ココベース』をリリース。4月にライブを4都市で開催した。
同年4月、自身初となる海外公演を中国・広州と上海の2都市で行った。
2021年1月8日、bilibiliに公式チャンネルを開設する。同年2月、ZOZOとのコラボレーションソングで自身初となる中国語デジタルシングル「magical mode（Chinese Version）」の配信を開始した。
2021年7月1日、所属レーベルをポニーキャニオンに移籍。
2021年11月21日、HANAZAWA KANA Showcase Live 2021“Moonlight Magic”にて、自身のオフィシャルファンクラブの開設を発表。ファンクラブ名は「Destination Club」。
2021年12月9日、第8回Yahoo!検索大賞声優部門で9位を獲得。

## 人物
美しい澄んだ声質が人気の理由として指摘されることが多い。『ゼーガペイン』の監督・下田正美は、オーディションでの印象を「超絶癒しボイス」と回想している。また、『“文学少女”』の著者・野村美月は、朗読イベントでの演技について「澄んだ可愛らしい声」と表現している。2010年にシンガポールのアニメ・コンベンション「AFAX- Anime Festival Asia」に招待された際、オフィシャルサイトでは「angelic voice」と紹介された。ニッポン放送のアナウンサー吉田尚記は「唯一無二の澄んだ声質」としている。
役柄としては可憐な女の子から怒涛の絶叫まで幅広い声を演じ分けている
髪型は、ボブカットがトレードマーク。地毛は天然パーマで、普段はストレートパーマをあてている。2010年冬頃には、『劇場版“文学少女”』の主人公・天野遠子を演じるため、エクステで三つ編みにしてアフレコに臨んだ。イベントにもその容姿で出演している。また、2012年秋頃には、『PSYCHO-PASS サイコパス』のヒロイン・常守朱をイメージして短髪にしている。2016年に、シングル「透明な女の子」のジャケットで金髪姿を披露して話題を集めた。
特に決まった愛称はなく、ファンや声優仲間からも本名で呼ばれることが多い。ラジオ番組限定の呼び方として、『デュラララ!!ラジオ 略して デュララジ!!』（アニメイトTV）では「ハナちゃん」、『Angel Beats! SSS（死んだ 世界 戦線）RADIO』（音泉）では「かなーん」がある。また、SNS等で「ざーさん」という呼称が使われていることがあるが、本人はこの呼称をあまり好んではいないことを『髭男爵 ルネッサンスラジオ』（文化放送）にゲスト出演した際に明かしている。
個人名義ではブログやSNSを使っていない。Twitterは、ソロアーティスト活動に関するアニプレックスのアカウントと、パーソナリティを担当するラジオ番組『花澤香菜のひとりでできるかな?』（超!A&G+・文化放送）のアカウントがあり、本人のコメントも掲載される。
趣味は読書。高校時代に村上春樹の『海辺のカフカ』に感銘を受けて以来、熱心に小説を読むようになった。好きな作家として、山田詠美、川上弘美、佐藤多佳子、西加奈子を挙げている。その他の趣味はシール集め。特技は手品、ものまね。
『“文学少女”シリーズ』は、オーディションをきっかけにシリーズを読破してファンとなった。主人公に近づくため、オーディション当日に紙の原稿を食べてみたこともある。
子供の頃は『鋼の錬金術師』『シャーマンキング』など、少年マンガ原作のテレビアニメのファンだった。
中学時代は、パソコン研究部に在籍していた。高校時代は、生徒会会長の副会長に任命されていた。子役を始めた頃は目立ちたがりだったが、この頃に人見知りがちの性格になったと回想している。
大のパン好きでパン屋めぐりが趣味。2015年のライブツアーでは各会場で現地のパン屋とのコラボ商品を物販で販売した。声優でなかったらパン屋と語っている。母がパン屋で働いていた時期もあり、小さい頃からパンで育ってきており、花澤自身も高校時代にもパン屋でアルバイトをしていたという。一方、2021年5月3日放送の日本テレビ『news every.』にて、実家は父親が日野市の豊田駅前にて創作稲荷寿司と海鮮丼の店を経営しており、花澤が店名（おいなり食堂）を考案したことも明かされた。その父親とは幼い頃、よく野球観戦に出かけていた。
爆笑問題、特に太田光のファン。

### 交友関係
戸松遥とは、共演する前から声優雑誌を通して見知っており、『To LOVEる -とらぶる-』での共演をきっかけに仲良くなった。誕生日が近いことから、毎年2月にはお祝いの食事会を開いている。姉妹役やコンビの役を演じることが多い。『ひとりでできるかな？』では毎年クリスマスシーズンに戸松と矢作紗友里とで特別企画を行っている。今井麻美とは、『STEINS;GATE』での共演で意気投合した。花澤について「女性としても人間としても憧れる、心から仲良くなりたいなと思える」と語っている。後輩である日高里菜の進学や事務所移籍についての相談相手になった。なお、ほぼ同時期に大沢事務所に属した同学年の井口裕香に対しては、後に『宇宙よりも遠い場所』のイベントにて感謝の念を述べている。
浅沼晋太郎とは、初共演の『ゼーガペイン』の現場で、新人同士で協力してアフレコに臨んでいた。劇作家としての浅沼のファンでもあり、舞台をよく観に行っている。2013年上演の『RADIO KILLED THE RADIO STAR』では、声のみという形ながら初出演を果たした。他にも、ドラマCD「ほしいもパラダイス2〜万能ネギ男を救出せよ〜」のシナリオや、アルバム『25』収録曲の「Eeny, meeny, miny, moe」の作詞を依頼している。2011年に東日本大震災が発生した際は、ブログを開設していない花澤に代わって浅沼がTwitterでファンに無事を報告した。その後、有志による震災チャリティCD「tetote」に2人とも参加している。
内山夕実はアンケートで「仲の良い声優」として花澤を挙げている。
久野美咲を公私ともに可愛がっていると述べている。これに対して久野も花澤に対して尊敬と信頼を伝えている。
2017年2月18日発売の週刊文春デジタルで小野賢章との熱愛を報じられた後に「真剣にお付き合いさせていただいています」と交際関係を認めた。
2020年7月8日、小野賢章と結婚したことをTwitterで報告した。

## 出演
太字はメインキャラクター。

### テレビアニメ
2003年
- LAST EXILE（ホリー・マドセイン）

2006年
- ゼーガペイン（守凪了子 / カミナギ・リョーコ）

2007年
- 月面兎兵器ミーナ（羽蝉ナコル / 水無月ミーナ）
- スケッチブック 〜full color's〜（梶原空）
- ひぐらしのなく頃に解（智美）
- ぽてまよ（ぽてまよ）
- ムシウタ Dreamer's hopeless and intense desire.（杏本詩歌 / ふゆほたる / スノウ・フライ）

2008年
- GUNSLINGER GIRL -IL TEATRINO-（アンジェリカ）
- かんなぎ（ざんげちゃん / 涼城白亜）
- 狂乱家族日記（乱崎優歌）
- ケメコデラックス!（リコ・A・アンドロイズ）
- ストライクウィッチーズ（2008年 - 2010年、諏訪天姫） - 2シリーズ
- セキレイ（2008年 - 2010年、草野） - 2シリーズ
- To LOVEる -とらぶる-（2008年 - 2015年、結城美柑） - 4シリーズ
- BLASSREITER（エレア）
- 魔法遣いに大切なこと 〜夏のソラ〜（鈴木ソラ）

2009年
- 青い花（王子、子供達、初等部A）
- 明日のよいち!（斑鳩かごめ）
- こばと。（花戸小鳩）
- 宙のまにまに（杏ゆきえ）
- DARKER THAN BLACK -流星の双子-（蘇芳〈スオウ〉・パブリチェンコ）
- ドルアーガの塔 〜the Sword of URUK〜（ヘナロ）
- 〈物語〉シリーズ（2009年 - 2019年、千石撫子） - 5シリーズ
- バスカッシュ!（ココ・JD）
- PandoraHearts（シャロン＝レインズワース）

2010年
- あそびにいくヨ!（双葉アオイ）
- アマガミSS（噂の図書委員）
- Angel Beats!（天使 / 立華かなで）
- おとめ妖怪 ざくろ（薄蛍）
- 俺の妹がこんなに可愛いわけがない（2010年 - 2013年、黒猫、五更日向） - 2シリーズ
- 会長はメイド様!（花園さくら、もっち）
- 神のみぞ知るセカイ（2010年 - 2013年、汐宮栞、ミネルヴァ） - 2シリーズ
- 海月姫（倉下月海）
- 世紀末オカルト学院（成瀬こずえ）
- 聖痕のクェイサー（2010年 - 2011年、御手洗史伽） - 2シリーズ
- デュラララ!!（2010年 - 2016年、園原杏里） - 4シリーズ
- とある科学の超電磁砲（2010年 - 2013年、少女、春上衿衣） - 2シリーズ
- B型H系（宮野まゆ）
- れでぃ×ばと!（アイシェ・ハディム）

2011年
- THE IDOLM@STER（水谷絵理）
- 青の祓魔師（2011年 - 2025年、杜山しえみ、シエミ） - 5シリーズ
- IS 〈インフィニット・ストラトス〉（2011年 - 2013年、シャルロット・デュノア / シャルル・デュノア） - 2シリーズ
- 神様ドォルズ（日向まひる）
- ギルティクラウン（篠宮綾瀬、寒川谷尋〈幼少期〉）
- STEINS;GATE（2011年 - 2018年、椎名まゆり） - 2シリーズ
- ダンタリアンの書架（少年ヒューイ）
- デッドマン・ワンダーランド（シロ）
- 電波女と青春男（花沢）
- DOG DAYS（2011年 - 2015年、ノワール・ヴィノカカオ） - 3シリーズ
- フラクタル（ネッサ）
- フリージング（2011年 - 2013年、ラナ＝リンチェン） - 2シリーズ
- 変ゼミ（松隆奈々子）
- 僕は友達が少ない（2011年 - 2013年、羽瀬川小鳩） - 2シリーズ
- まよチキ!（坂町紅羽）
- もしドラ（宮田夕紀）
- 森田さんは無口。（森田真由） - 2シリーズ
- ラストエグザイル-銀翼のファム-（アルヴィス・E・ハミルトン）
- ロウきゅーぶ!（2011年 - 2013年、湊智花） - 2シリーズ

2012年
- アクエリオンEVOL（ゼシカ・ウォン）
- 妖狐×僕SS（髏々宮カルタ）
- カンピオーネ! 〜まつろわぬ神々と神殺しの魔王〜（万里谷祐理）
- 機動戦士ガンダムAGE（ロマリー・ストーン）
- PSYCHO-PASS サイコパス（2012年 - 2019年、常守朱） - 3シリーズ
- 咲-Saki- シリーズ（2012年 - 2014年、松実玄） - 2シリーズ
- しろくまカフェ（2012年 - 2013年、メイメイ）
- 新世界より（秋月真理亜〈12歳・14歳〉）
- SKET DANCE（安形紗綾）
- 絶園のテンペスト（不破愛花）
- ZETMAN（天城小葉）
- 戦国コレクション（泰平女君・徳川家康 / 不如帰待子）
- ダンボール戦機W（2012年 - 2013年、花咲ラン、オメガ君）
- 超訳百人一首 うた恋い。（当子内親王）
- てーきゅう（2012年 - 2017年、板東まりも） - 9シリーズ
- となりの怪物くん（大島千づる）
- はぐれ勇者の鬼畜美学（桐元葛葉）
- 貧乏神が!（桜市子）
- ブラック★ロックシューター（黒衣マト、ブラック★ロックシューター）
- マギ（2012年 - 2014年、練紅玉） - 2シリーズ
- モーレツ宇宙海賊（チアキ・クリハラ）
- やきもち狂想曲（ノワ）

2013年
- Go!Go!家電男子（2013年 - 2015年、ドライヤンナ、せんぷう子、ジャーさん、ワン電池） - 2シリーズ
- COPPELION（深作葵）
- 琴浦さん（御舟百合子）
- ささみさん@がんばらない（邪神かがみ）
- 世界でいちばん強くなりたい!（真田朱里）
- 絶対防衛レヴィアタン（シロップ）
- 超次元ゲイム ネプテューヌ THE ANIMATION（プルルート / アイリスハート）
- 東京レイヴンズ（土御門夏目）
- 凪のあすから（向井戸まなか）
- 機巧少女は傷つかない（火垂、赤羽撫子）
- リトルバスターズ!（杉並） - 2シリーズ
- 私がモテないのはどう考えてもお前らが悪い!（成瀬優）

2014年
- アカメが斬る!（セリュー・ユビキタス）
- Wake Up, Girls!（2014年 - 2017年、アンナ） - 2シリーズ
- 彼女がフラグをおられたら（盗賊山恵）
- 寄生獣 セイの格率（村野里美）
- スペース☆ダンディ（アデリー）
- 星刻の竜騎士（ジェシカ・ヴァレンタイン）
- 世界征服〜謀略のズヴィズダー〜（ナターシャ）
- ディーふらぐ!（柴崎芦花）
- 東京喰種トーキョーグール（2014年 - 2018年、神代利世） - 2シリーズ
- となりの関くん（横井るみ）
- ニセコイ（2014年 - 2015年、小野寺小咲） - 2シリーズ
- のうりん（中沢農）
- バディ・コンプレックス（奈須まゆか ） - 1シリーズ + 特別編
- ブレイク ブレイド（クレオ・サーブラフ）
- Persona4 the Golden ANIMATION（マリー）
- 僕らはみんな河合荘（河合律）
- 魔法科高校の劣等生（2014年 - 2024年、七草真由美） - 3シリーズ
- メカクシティアクターズ（マリー / 小桜茉莉）
- 結城友奈は勇者である（2014年 - 2021年、乃木園子） - 3シリーズ
- 龍ヶ嬢七々々の埋蔵金（星埜ダルク）
- ワールドトリガー（2014年 - 2022年、木虎藍） - 3シリーズ

2015年
- うしおととら（2015年 - 2016年、ジエメイ / ゆき） - 2シリーズ
- ガッチャマン クラウズ インサイト（ゲルサドラ）
- 銃皇無尽のファフニール（フィリル・クレスト）
- 15秒TVアニメシリーズ コチンPa!（2015年 - 2018年、はな） - 3シリーズ
- 純潔のマリア（エゼキエル）
- 城下町のダンデライオン（櫻田茜）
- 高宮なすのです！ 〜てーきゅうスピンオフ〜（板東まりも）
- 電波教師（無響零子）
- 監獄学園（緑川花）
- 山田くんと7人の魔女（飛鳥美琴）

2016年
- あはれ!名作くん（2016年 - 2021年、魔女、雨女先生）
- アンジュ・ヴィエルジュ（コードΩ46セニア）
- うさかめ（板東まりも）
- うどんの国の金色毛鞠（藤山紗枝、かめ、はりねずみちゃん2、からす3、なれーしょん）
- おじさんとマシュマロ（MIO5〈デガス〉）
- orange（高宮菜穂）
- 彼女と彼女の猫 -Everything Flows-（彼女）
- 境界のRINNE（チビ）
- 3月のライオン（2016年 - 2018年、川本ひなた、ミケちゃん、トラちゃん） - 2シリーズ
- 終末のイゼッタ（エルヴィラ）
- 少女たちは荒野を目指す（小早川夕夏）
- ダンガンロンパ3 -The End of 希望ヶ峰学園- 絶望編 / 希望編（七海千秋）
- ふうせんいぬティニー（怪盗ニティ）
- FAIRY TAIL（2016年 - 2019年、ゼーラ） - 2シリーズ
- プリンス・オブ・ストライド オルタナティブ（桜井奈々）
- 文豪ストレイドッグス（2016年 - 2023年、ルーシー・M） - 5シリーズ
- Rewrite（2016年 - 2017年、篝） - 2シリーズ

2017年
- 超・少年探偵団NEO（猫婦人、シャーロック）
- スクールガールストライカーズ Animation Channel（沙島悠水）
- ガヴリールドロップアウト（ラフィエル / 白羽＝ラフィエル＝エインズワース）
- サクラダリセット（春埼美空）
- エロマンガ先生（黒猫 / 五更日向）
- GRANBLUE FANTASY The Animation（2017年 - 2019年、ゼタ） - 2シリーズ
- 恋と嘘（高崎美咲）
- 徒然チルドレン（皆川由紀）
- 天使の3P!（尾城小梅、霧夢〈貴龍〉）
- Infini-T Force（ベル・リン）
- 食戟のソーマ シリーズ（2017年 - 2020年、紀ノ国寧々） - 4シリーズ
- アニメガタリズ（楊貝貝）
- 少女終末旅行（ヌコ）

2018年
- 宇宙よりも遠い場所（小淵沢報瀬）
- BEATLESS（堤美佳）
- 重神機パンドーラ（クイニー・ヨウ）
- メジャーセカンド（2018年 - 2020年、佐倉睦子） - 2シリーズ
- レイトン ミステリー探偵社 〜カトリーのナゾトキファイル〜（2018年 - 2019年、カトリーエイル・レイトン、探偵スイートハット）
- Cutie Honey Universe（アイドルハニー）
- 若おかみは小学生!（稲田えりか）
- はたらく細胞（2018年 - 2021年、赤血球 / 赤芽球） - 2シリーズ
- Phantom in the Twilight（バイルー・トン）
- ハッピーシュガーライフ（松坂さとう）
- 中間管理録トネガワ（ざわ…ボイス〈005〉） - 「花ざわ…香菜」名義
- でびどる!（はな）

2019年
- 五等分の花嫁（2019年 - 2024年、中野一花） - 4シリーズ
- ブギーポップは笑わない（水乃星透子）
- デート・ア・ライブIII（???）
- ポプテピピック TVスペシャル 朱雀ver.（ポプ子〈第13話Aパート〉）
- 川柳少女（雪白七々子）
- 消滅都市（ユキ、ミフユ）
- MIX（2019年 - 2023年、大山春夏） - 2シリーズ
- 鬼滅の刃（2019年 - 2024年、甘露寺蜜璃） - 4シリーズ
- ファンタシースターオンライン2 エピソード・オラクル（2019年 - 2020年、メルフォンシーナ、リサ、メルランディア）
- ポケットモンスター（2019年 - 2022年、コハル、ゴウのマユルド、プルリル、ラッキー、バタフリー 他）
- 歌舞伎町シャーロック（2019年 - 2020年、アレクサンドラ・モラン）
- 妖怪学園Y 〜Nとの遭遇〜（望原カナ）

2020年
- マギアレコード 魔法少女まどか☆マギカ外伝（2020年 - 2022年、黒江） - 3シリーズ
- 空挺ドラゴンズ（ヴァナベル）
- 宝石商リチャード氏の謎鑑定（谷本晶子）
- うちタマ?! 〜うちのタマ知りませんか?〜（花咲モモ）
- 忍たま乱太郎の宇宙大冒険（レオ〈ガリレオ少年〉）
- アニ×パラ〜あなたのヒーローは誰ですか〜（風間結衣）
- イエスタデイをうたって（森ノ目榀子）
- グレイプニル（青木江麗奈）
- LISTENERS リスナーズ（ロズ）
- プリンセスコネクト!Re:Dive（2020年 - 2022年、アオイ / だいじょうぶマイフレンドくん1号） - 2シリーズ
- Lapis Re:LiGHTs（エリザ）
- 魔女の旅々（フラン）
- 犬と猫どっちも飼ってると毎日たのしい（2020年 - 2021年、犬くん）
- ぐらぶるっ!（ゼタ）
- 安達としまむら（図書少女）

2021年
- ゲキドル（榊原かをる）
- 怪物事変（飯生妖子）
- セブンナイツ レボリューション -英雄の継承者-（エレン）
- 結城友奈は勇者である ちゅるっと!（乃木園子〈小学生 / 中学生〉）
- 恋と呼ぶには気持ち悪い（松島有枝）
- ゾンビランドサガ リベンジ（楪舞々）
- 魔法科高校の優等生（七草真由美）
- かげきしょうじょ!!（野島聖）
- 白い砂のアクアトープ（竹下先生）
- ジャヒー様はくじけない!（ドゥルジ）
- ラブライブ!スーパースター!!（2021年 - 2022年、サヤ） - 2シリーズ
- 舞妓さんちのまかないさん（2021年 - 2022年、キヨ）
- 進化の実〜知らないうちに勝ち組人生〜（2021年 - 2023年、サリア〈進化後〉） - 2シリーズ
- かぎなど（2021年 - 2022年、篝、天使） - 2シリーズ
- サクガン（ザクレットゥ）
- 吸血鬼すぐ死ぬ（2021年 - 2023年、月光院希美） - 2シリーズ
- ブルーピリオド（三木きねみ）
- 異世界食堂2（ラスティーナ）

2022年
- 明日ちゃんのセーラー服（明日ユワ）
- ハコヅメ〜交番女子の逆襲〜（牧高美和）
- 盾の勇者の成り上がり（謎の女性 / オスト＝ホウライ）
- 恋は世界征服のあとで（魔島忌々〈魔獣王女〉）
- 阿波連さんははかれない（2022年 - 2025年、桃原先生） - 2シリーズ
- トモダチゲーム（マナブ裁判長）
- それでも歩は寄せてくる（マキ）
- 金装のヴェルメイユ〜崖っぷち魔術師は最強の厄災と魔法世界を突き進む〜（エレナ・キンバーライト）
- 悪役令嬢なのでラスボスを飼ってみました（リリア・レインワーズ）
- 陰の実力者になりたくて!（2022年 - 2023年、アレクシア・ミドガル） - 2シリーズ
- うる星やつら (2022)（2022年 - 2024年、ラン） - 2シリーズ

2023年
- ツンデレ悪役令嬢リーゼロッテと実況の遠藤くんと解説の小林さん（小林詩帆乃）
- 久保さんは僕を許さない（久保渚咲）
- 魔術士オーフェンはぐれ旅 アーバンラマ編（エリス）
- BORUTO-ボルト- NARUTO NEXT GENERATIONS（エイダ）
- おじゃる丸（テルオ）
- 神無き世界のカミサマ活動（アルラル）
- 贄姫と獣の王（サリフィ）
- デッドマウント・デスプレイ（四乃山希吏）
- AYAKA -あやか-（一条いばら）
- Fate/strange Fake（2023年 - 2025年、アヤカ・サジョウ） - 2シリーズ
- ダークギャザリング（寶月詠子）
- でこぼこ魔女の親子事情（ナレーション）

2024年
- 魔女と野獣（アンジェラ＝アン・フュール）
- 花野井くんと恋の病（日生ほたる）
- ザ・ファブル（清水岬）
- 転生貴族、鑑定スキルで成り上がる（リシア・プレイド） - 2シリーズ
- THE NEW GATE（クオーレ・エストレア）
- 女神のカフェテラス（吉野碧流）
- モブから始まる探索英雄譚（シルフィー）
- ダンジョンの中のひと（フゥカ）
- ねこに転生したおじさん（2024年 - 2025年、ねこたん / にゃんちゃん / プンちゃん）

2025年
- 黒岩メダカに私の可愛いが通じない（春野つぼみ）
- 不遇職【鑑定士】が実は最強だった（エキドナ）
- 地縛少年花子くん2（シジマ / シジマメイ、四島メイ） - 2シリーズ
- ユア・フォルマ（エチカ・ヒエダ）
- アラフォー男の異世界通販（メリッサ）
- 謎解きはディナーのあとで（宝生麗子）
- ＃コンパス2.0 戦闘摂理解析システム（狐ヶ咲甘色）
- 忍者と殺し屋のふたりぐらし（古賀このは）
- 神統記（テオゴニア）（ジョゼ）
- TO BE HERO X（リウ・ユーウェイ / クイーン）
- Summer Pockets
- 前橋ウィッチーズ（お客さん）
- まったく最近の探偵ときたら（真白）
- 怪獣8号（東雲りん）
- 公女殿下の家庭教師（フェリシア・フォス）
- 友達の妹が俺にだけウザい（影石菫）
- Let’s Play クエストだらけのマイライフ（サム・ヤング）
- グノーシア（オトメ）

時期未発表
- 魔都精兵のスレイブ（山城恋）
- 勇者パーティーにかわいい子がいたので、告白してみた。（セシリア）

### 劇場アニメ
2009年
- センコロール（ユキ）

2010年
- いばらの王 -King of Thorn-（カスミ・イシキ）
- ブレイク ブレイド（クレオ・サーブラフ）
- 劇場版“文学少女”（天野遠子）

2012年
- 青の祓魔師 ―劇場版―（杜山しえみ）
- 劇場版イナズマイレブンGO vs ダンボール戦機W（花咲ラン）
- ねらわれた学園（カホリ）
- 劇場版 BLOOD-C The Last Dark（月山比呂）

2013年
- AURA 〜魔竜院光牙最後の闘い〜（佐藤良子）
- 劇場版 STEINS;GATE 負荷領域のデジャヴ（椎名まゆり）
- 言の葉の庭（ユキノ〈雪野百香里〉）

2014年
- Wake Up, Girls!シリーズ（2014年 - 2015年、アンナ） - 2作品
- モーレツ宇宙海賊 ABYSS OF HYPERSPACE -亜空の深淵-（チアキ・クリハラ）

2015年
- 映画 Go!プリンセスプリキュア Go!Go!!豪華3本立て!!! パンプキン王国のたからもの（パンプルル姫）
- 劇場版 PSYCHO-PASS サイコパス（常守朱）
- 屍者の帝国（ハダリー・リリス）

2016年
- orange -未来-（高宮菜穂）
- カゲロウデイズ-in a day's-（マリー）
- 君の名は。（ユキちゃん先生）
- ゼーガペインADP（カミナギ・リョーコ）
- 遊☆戯☆王 THE DARK SIDE OF DIMENSIONS（セラ）

2017年
- 打ち上げ花火、下から見るか? 横から見るか?（三浦先生）
- GODZILLA（2017年 - 2018年、ユウコ・タニ） - 3部作
- ふうせんいぬティニー（ニティー）
- BLAME!（シボ）
- 劇場版 魔法科高校の劣等生 星を呼ぶ少女（七草真由美）
- 夜は短し歩けよ乙女（黒髪の乙女）

2018年
- アラーニェの虫籠（りん）
- 若おかみは小学生!（関峰子〈少女時代〉）

2019年
- PSYCHO-PASS サイコパス Sinners of the System（常守朱） - 2作品
- 薄暮（松本先輩）
- センコロール コネクト（ユキ）
- 天気の子（カナ）
- 重甲機神：神降臨（朝永茉茉子）
- HUMAN LOST 人間失格（柊美子）
- サンタ・カンパニー 〜クリスマスの秘密〜（ノエル）
- この世界の（さらにいくつもの）片隅に（テル）

2020年
- PSYCHO-PASS サイコパス 3 FIRST INSPECTOR（常守朱）
- どうにかなる日々（えっちゃん）

2021年
- 劇場版 呪術廻戦 0（祈本里香）

2022年
- グッバイ、ドン・グリーズ!（チボリ〈浦安千穂里〉）
- 映画 五等分の花嫁（中野一花）
- 雨を告げる漂流団地（安藤珠理）
- ぼくらのよあけ（沢渡はるか）
- すずめの戸締まり（岩戸椿芽）

2023年
- 劇場版 PSYCHO-PASS サイコパス PROVIDENCE（常守朱）
- アムリタの饗宴（りん）※同時上映される「アラーニェの虫籠<リファイン版>」にも出演
- 北極百貨店のコンシェルジュさん（二ホンオオカミ彼女）

2024年
- 劇場版モノノ怪 唐傘（北川）
- ゼーガペインSTA（カミナギ・リョーコ）
- わんだふるぷりきゅあ!ざ・むーびー! ドキドキ♡ゲームの世界で大冒険!（ナツキ）

2025年
- メイクアガール（海中絵里）
- 劇場版 鬼滅の刃 無限城編 第一章 猗窩座再来（甘露寺蜜璃）

時期未定
- おでかけ子ザメ（子ザメちゃん）

### OVA
2006年
- 大魔法峠（ぽたる）

2008年
- シャイナ・ダルク 〜黒き月の王と蒼碧の月の姫君〜（マープル・マシュー・マルサス）

2009年
- To LOVEる -とらぶる- OVA（2009年 - 2010年、結城美柑） - コミックス第13巻 - 第18巻限定版に付属

2010年
- 聖痕のクェイサー 〜女帝の肖像〜（御手洗史伽）
- NO MORE HEROES 2 ここだけの日本語Verムービー（キミー・ハウエル）
- ブラック★ロックシューター（黒衣マト）
- “文学少女”シリーズ（天野遠子） - 2作品
- 変ゼミ 変態生理ゼミナール（松隆奈々子） - コミックス第4巻限定版に付属
- 魔法先生ネギま! もうひとつの世界Extra 魔法少女ユエ♥（ベアトリクス・モンロー）
- 眼鏡なカノジョ（倉本千秋）

2011年
- あそびにいくヨ!おーぶいえーであそびきにました!!OVAすぺしゃる（双葉アオイ）
- IS 〈インフィニット・ストラトス〉（2011年 - 2014年、シャルロット・デュノア） - 2作品
- 会長はメイド様!（花園さくら） - DVD＆Blu-ray第10巻新作特別エピソード
- デッドマン・ワンダーランド（シロ） -コミックス第11巻限定版に付属
- .hack//Quantum（サクヤ / 相田亜澄）
- Fate/Prototype（沙条綾香） - カーニバルファンタズム 3rd season 特典映像
- Baby Princess 3Dぱらだいす0（ラブ）（観月）
- 変ゼミ 変態生理ゼミナール（松隆奈々子） - コミックス第5巻限定版に付属
- 森田さんは無口（森田真由） - コミックス第3・5巻 特装版
- 迷elleオトコノ娘（奏いつき）

2012年
- 流れ星レンズ（花籠凛咲）
- 僕は友達が少ない あどおんでぃすく（羽瀬川小鳩）
- 魔法先生ネギま! ANIME FINAL(DVD版)（ベアトリクス・モンロー）
- To LOVEる -とらぶる- ダークネス（2012年 - 2016年、結城美柑） - コミックス第5・6・8・9・12・13・15・16・17巻限定版に付属

2013年
- 機動戦士ガンダムAGE MEMORY OF EDEN（ロマリー・ストーン）
- 新世界より（秋月真理亜） - コミックス第3巻限定版に付属
- SKET DANCE（安形紗綾） - コミックス第29巻DVD同梱版
- てーきゅう（2013年 - 2017年、板東まりも） - 7シリーズ
- となりの怪物くん（千づる姫） - コミックス第12巻DVD付き特装版
- ロウきゅーぶ!（湊智花） - PSPソフト『ロウきゅーぶ! ひみつのおとしもの』限定版同梱DVD

2014年
- 彼女がフラグをおられたら（盗賊山恵） - 文庫限定版に付属
- 世界征服〜謀略のズヴィズダー〜 新・ズヴィズダー大作戦（ナターシャ）
- チェインクロニクル 〜ショートアニメ〜（フィーナの姉、ペイシェ）
- 超次元ゲイム ネプテューヌ THE ANIMATION #13（プルルート / アイリスハート） - Blu-ray/DVD第7巻に収録
- ディーふらぐ!（柴崎芦花） - コミックス第9巻限定版に付属
- となりの関くん（横井るみ ） - コミック第5巻限定版に付属
- ニセコイ（2014年 - 2016年、小野寺小咲） - コミックス第14・16・17・21巻DVD付き同梱版に収録
- 機巧少女は傷つかない（赤羽火垂） - Vol.IV
- 私がモテないのはどう考えてもお前らが悪い!（ゆうちゃん） - コミック第7巻DVD付き初回限定特装版に付属
- 山田くんと7人の魔女（2014年 - 2015年、飛鳥美琴） - コミックス第15・17巻限定版に付属

2015年
- かな〜でぃあん ファミリーズ エピソードぜろ（かなちゃん、ナレーション） - かながたり。かなばかり。に同梱
- 創勢のアクエリオンEVOL（ゼシカ・ウォン）
- デュラララ!!×2（園原杏里） - デュラララ!!×2 承 BD&DVD 第6巻に収録
- DOG DAYS"（ノワール・ヴィノカカオ）

2016年
- 暁のヨナ（カヤ） - コミックス22巻 オリジナルアニメDVD付限定版
- 食戟のソーマ（紀ノ国寧々） - コミックス第25巻DVD同梱版に付属
- 監獄学園 マッドワックス編（緑川花） - コミックス第20巻限定版に付属
- 京都幻想劇団 東方同人アニメ「秘封活動記録-月-」（マエリベリー・ハーン）

2017年
- 京都幻想劇団 東方同人アニメ「秘封活動記録 -祝-」（マエリベリー・ハーン）

2019年
- 銀河英雄伝説 Die Neue These 星乱（ヒルデガルド・フォン・マリーンドルフ）

2021年
- ド級編隊エグゼロス（キンバク蟲） - コミックス第12巻アニメBD同梱版
- 京都幻想劇団 東方同人アニメ「秘封活動記録 -運命-」（マエリベリー・ハーン）

### Webアニメ
2000年代
- 亡念のザムド（2008年、ヒイラギ）

2010年代
- 化物語（2010年、千石撫子）
- ゆとりちゃん（2010年、摘込しおり）
- 俺の妹がこんなに可愛いわけがない（2011年 - 2013年、黒猫、五更日向） -  2シリーズ
- おねだりわんこ 玩具・世界観アニメ（2013年、ロッシー，太田える子）
- おにくだいすき!ゼウシくん（2014年 - 2016年、ゼウシくん） - 3シリーズ
- ポケットモンスター オメガルビー・アルファサファイア メガスペシャルアニメーション（2014年、主人公〈女の子〉）
- 進研ゼミ高校講座 ショートアニメ「TURNOVER」（2015年、千鶴）
- 雛蜂-BEE- 日本語版（2015年、瑠璃）
- 弱酸性ミリオンアーサー（2015年 - 2018年、ガラハッド） - 5シリーズ
- 暦物語（2016年、千石撫子）
- ファントム オブ キル -Zeroからの反逆-（研究員〈ヤクモ〉）
- モンスターストライク（2016年、キスキル・リラ）
- UHA味覚糖×鷹の爪 アニメドラマ「アメイジングぷっちょ」（2016年、夕葉ミカ）
- 変形少女（2017年、衣月）
- ているず おぶ HR（2018年、ソフィ）
- 大塚製薬 はたらく細胞  第11.5話熱中症〜もしもポカリスエットがあったら〜（2019年）
- アート引越センター  WEBアニメーションムービー（2019年 - 2023年、いずみちゃん）
- しおひガールズ ボンゴレビアンコ（2019年 - 2020年）

2020年代
- 虫籠のカガステル（2020年、イリ、タニア）
- まっさら（2021年、ゆな）
- 阿波連さんははかれない ミニ（2022年、桃原先生）
- 私がヒモを飼うなんて（2022年、スミレ）
- 悪役令嬢なのでラスボスを飼ってみました ミニ（2022年、リリア・レインワーズ）
- ミニアニメ「真・進化の実劇場」（2022年、サリア）
- 贄姫と獣の王 ミニアニメ「ケモ姫と普通の王」（2023年、サリフィ）
- おでかけ子ザメ（2023年 - 2024年、子ザメちゃん、大ザメさん、ナレーション①、金の子ザメちゃん、女の子、子ビーバーB、男の子A）
- スコット・ピルグリム テイクス・オフ（2023年）
- MONSTERS 一百三情飛龍侍極（2024年、フレア）
- 〈物語〉シリーズ オフ&モンスターシーズン（2024年、千石撫子）
- パンの赤ちゃん（2024年、クリームパンの赤ちゃん1、店主）
- BULLET/BULLET（2025年、カウ姉）

### ゲーム
2007年
- 月面兎兵器ミーナ －ふたつのPROJECT M－（羽蝉ナコル / 水無月ミーナ）

2008年
- 赤い糸 DS（2008年 - 2009年、沙良） - 2作品
- ARIA The ORIGINATION 〜蒼い惑星のエルシエロ〜（アニエス・デュマ〈アニー〉）
- 小鳩ヶ丘高校女子ぐろ〜部（今川ぱぺ子）
- D.C.II P.S. 〜ダ・カーポII〜 プラスシチュエーション（莉乃）
- To LOVEる -とらぶる-（2008年 - 2017年、結城美柑） - 5作品
- 乃木坂春香の秘密 こすぷれ、はじめました♥（八咲せつな）

2009年
- アイドルマスターシリーズ（2009年 - 2016年、水谷絵理） - 6作品
- STEINS;GATE（2009年 - 2018年、椎名まゆり） - 4作品
- セキレイ 〜未来からのおくりもの〜（草野）
- テイルズ オブ シリーズ（2009年 - 2017年、ソフィ） - 7作品
- デモンブライド（皇にぃな）
- ときめきメモリアル4（響野里澄）
- 魔王様は女子高生!?
- (PW)Project Witch（リルテ）
- リーナのアトリエ 〜シュトラールの錬金術士〜（エーゼリン・フリーデン）

2010年
- エストポリス（ジェミー）
- おねがいナイショにしてねKiss（潮見ほたる）
- 君と一緒に（伊藤真紀）
- グラナド・エスパダ（ヴァレリア）
- ストライクウィッチーズ -あなたとできること A Little Peaceful Days-（諏訪天姫）
- デュラララ!! 3way standoff（園原杏里）
- ヒメこい（園田マキ）
- フレーミングサマー（杠みこ）
- ユーディーのアトリエ 〜グラムナートの錬金術士〜 囚われの守人（スフィア）
- らぶでゅえ!（アイナ）
- 俺の嫁 〜あなただけの花嫁〜（妹タイプ、感情希薄タイプ）
- リトルバスターズ! Converted Edition（杉並睦実） - PSP版

2011年
- INSTANT BRAIN
- ヴィオラートのアトリエ 〜グラムナートの錬金術士2〜 群青の思い出（スフィア）
- 俺の妹がこんなに可愛いわけがない ポータブル（2011年 - 2013年、黒猫 / 五更瑠璃、五更日向） - 3作品
- グロリア・ユニオン（ルルゥ）
- ケイオスリングス（マナ）
- こいけん2!!（赤城咲耶）
- 真かまいたちの夜 11人目の訪問者（白河雪乃）
- 真・女神転生IMAGINE（紫〈ユカリ〉）
- スティールクロニクル（ユン・リナ）
- 戦国大戦（2011年 - 2016年、SR茶々、小雀、おつやの方 他）
- たんていぶ THE DETECTIVE CLUB（氷口真矢） - 4作品
- 次の犠牲者をオシラセシマス（三上霞）
- デモンブライド アディショナルゲイン（ピュア）
- なみいろ（秋名美月）
- ノーラと刻の工房 霧の森の魔女（シルカ・ビョルン）
- ファイナルファンタジー零式（デュース）
- ファンタジーアース　ゼロ（ボイスチケット♀XXV〈内気な少女I〉）
- フラクタル（ネッサ）
- マザーグースの秘密の館 〜BLUE LABEL〜（エミリー＝ノールズ）
- 桃色大戦ぱいろん（ルーニャ・ラウラ、ベルカ、セティ・ルーセント、憂姫はぐれ、伊藤真紀）
- 嫁コレ（椎名まゆり、摘込しおり、湊智花、篠宮綾瀬、王女トキ、チアキ・クリハラ、ざんげちゃん、黒猫 / 五更瑠璃、邪神かがみ、クレオ・サーブラフ、天使 / 立華かなで、プルルート、向井戸まなか、星埜ダルク、七草真由美、中沢農、常守朱）
- Rewrite（2011年 - 2017年、篝） - 3作品
- ルーンファクトリー オーシャンズ（アイリス）
- ロウきゅーぶ!（湊智花）
- レジェンド オブ エッダ（男子プレーヤーキャラクター）

2012年
- 青の祓魔師 幻刻の迷宮（杜山しえみ）
- アサルト ガンナーズ（ファン・シーシャ）
- SDガンダム GGENERATION（2012年 - 2019年、ルーナ・アルモニア、ハナヨ、ハヤナ、マイキャラクターボイス女性3〈OVER WORLD〉） - 2作品
- アナザープリンセス
- 鬼武者Soul（伊達五郎八姫、前田千世、服部友貞 華月、藤林長門、吉弘ジュスタ、武田菊、根岸兎角 他）
- 拡散性ミリオンアーサー（ガラハッド）
- 神次元ゲイム ネプテューヌV（2012年 - 2020年、プルルート / アイリスハート） - 6作品
- セガネットワーク対戦麻雀 MJ5 Ver.B 咲シングルモード（松実玄）
- 解放少女（大空翔子）
- スーパーダンガンロンパ2 さよなら絶望学園（2012年 - 2015年、七海千秋） - 3作品
- 星葬ドラグニル（クウェル）
- ソールトリガー（エマ） - 3作品
- 東京バベル（ラジエル）
- 時と永遠 〜トキトワ〜（トキ）
- .hack//Versus（サクヤ）
- とびたて! 超時空トラぶる花札大作戦（沙条綾香）
- 化物語 ポータブル（千石撫子）
- ヒーローズファンタジア（蘇芳〈スオウ〉・パブリチェンコ）
- 貧乏神が!大富豪!?（市子）
- ファンタシースターオンライン2（リサ、メルフォンシーナ）
- フォトアイドル（栗生恋）
- ペルソナシリーズ（2012年 - 2018年、マリー） - 5作品
- 僕は友達が少ない ぽーたぶる（羽瀬川小鳩）
- マジてん 〜マジで天使を作ってみた〜（クールタイプ）
- モンスターハンター フロンティア オンライン（VOICE TYPE35・36）
- LuviniaSaga（フェリア・コルヴィス）
- 双剣のクロスエイジ（生駒吉乃）
- トリックスター（シオン）
- トキメキファンタジー ラテール（トキメキボイス）

2013年
- オカルトメイデン（蘆屋白猫）
- 解放少女 SIN（大空翔子）
- 咲-Saki- 阿知賀編 episode of side-A Portable（松実玄）
- 神撃のバハムート（アリア、ゼタ）
- 絶対防衛レヴィアタン（ナビゲートボイス）
- セブンスドラゴン2020-II（マリナ）
- デート・ア・ライブ（2013年 - 2020年、園神凜祢） - 3作品
- ナナミと一緒に学ぼ!English上達のコツ（ナナミ）
- 願いの欠片と白銀の契約者（ジェシカ・フランソワ・マグリット）
- マギ はじまりの迷宮（練紅玉）
- ロウきゅーぶ! ひみつのおとしもの（湊智花）

2014年
- 鬼武者Soul カードラッシュ
- アンジュ・ヴィエルジュ 〜第2風紀委員 ガールズバトル〜（2014年 - 2018年、セニア、シャルロット・デュノア、乃木園子）
- IS 〈インフィニット・ストラトス〉 シリーズ（2014年 - 2017年、シャルロット・デュノア） - 5作品
- 喋る!海賊ファンタジア（チアキ・クリハラ）
- 乖離性ミリオンアーサー
- グランブルーファンタジー（2014年 - 2024年、ゼタ、ソフィ） - 4作品
- 三国魂（小喬）
- JUDAS CODE（謎の少女）
- 消滅都市（ユキ）
- 神魔×継承!ラグナブレイク（魔導先導師オルティア）
- 神話帝国ソウルサークル（蛇娘メデューサ）
- そうるん（シズノ）
- 超ヒロイン戦記（シャルロット・デュノア）
- スクールガールストライカーズ（沙島悠水）
- 第3次スーパーロボット大戦Z 時獄篇 / 天獄篇（2014年 - 2015年、ゼシカ・ウォン） - 2作品
- チェインクロニクル（2014年 - 2022年、ペイシェ、タリシュガ、クラウディア、シェギギム、ユギギ 他）
- テイルズウィーバー（ベンヤ）
- デュラララ!! 3way standoff -alley- V（園原杏里）
- 電撃文庫 FIGHTING CLIMAX（2014年 - 2015年、湊智花、黒猫） - 2作品
- ニセコイ マジコレ!? / ヨメイリ!?（小野寺小咲） - 2作品
- ファントム オブ キル（2014年 - 2021年、ロンギヌス、八咫鏡、メルリヌス）
- Fate/hollow ataraxia（アヤカ）
- 崩壊学園2（ブローニャ・ザイチク）
- マギ 新たなる世界（練紅玉）
- マギ Dungeon & Magic（練紅玉）
- マジョカ†マジョルナ（チョメコ）
- 魔法科高校の劣等生 シリーズ（2014年 - 2022年、七草真由美） - 3作品
- ラストサマナー（おとめ）
- ロウきゅーぶ! ないしょのシャッターチャンス（湊智花）
- ワンダーフリック（コウ・アルテミス）
- サドンアタック（常守朱）

2015年
- Alliance of Valiant Arms（常守朱）
- インフィニット・ドライブ（クリステル）
- 【18】 キミト ツナガル パズル（放浪の魔女）
- Angel Beats!（天使 / 立華かなで） - 2作品
- かんぱに☆ガールズ（ノナ・エインズワース、アニエス・バリエ、赤血球）
- PSYCHO-PASS サイコパス（常守朱） - 2作品
- 咲-Saki- 全国編（松実玄）
- 三國クロスサーガ 蒼天の絆（小玉）
- 白猫プロジェクト（ファム、セレナ)
- 城姫クエスト（坂戸城）
- 戦国あどべんちゃー（寧々）
- Soul Clash（氷の王女 ライア）
- 大逆転裁判（2015年 - 2017年、御琴羽寿沙都） - 2作品
- たんさくえすと!（りかこ）
- デュラララ!! Relay（園原杏里）
- デュラララ!! the Underside（園原杏里）
- ドラゴンクエストヒーローズ 闇竜と世界樹の城（フローラ）
- ニキ日記 〜世界旅行編〜（ニキ）
- ニトロプラス ブラスターズ -ヒロインズ インフィニット デュエル-（常守朱）
- Bloodborne The Old Hunters
- プリンス・オブ・ストライド（桜井奈々）
- プリンセスコネクト!（双葉碧）
- マグナメモリア（ティケ）
- ミラクルガールズフェスティバル（中沢農）
- 結城友奈は勇者である 樹海の記憶（乃木園子）
- ロイヤルフラッシュヒーローズ（フィオナ、シルビア）
- ロデア・ザ・スカイソルジャー（イオン）
- ワールドトリガー ボーダレスミッション（木虎藍）

2016年
- アカシックリコード（ゴクウ、花果山ゴクウ）
- エンドライド -X fragments-（エルブ）
- 神威啓示録（雪伦・莱因哈特〈シャロン・ラインハルト〉）
- 機動戦士ガンダム エクストリームバーサス マキシブースト ON（ロマリー・ストーン）
- クイズRPG 魔法使いと黒猫のウィズ（ファム・リリー）
- 鋼鉄少女（土佐）
- 三国志ものがたり（曹操孟徳）
- 三国罗曼史
- Shadowverse（2016年 - 2018年、フェアリープリンセス、ダークジェネラル、ダークサモナー、スウィートヴァンパイア、ファリン、セリーナ）
- 城姫クエスト 極（坂戸城）
- 少女たちは荒野を目指す（小早川夕夏）
- 消滅都市2（ユキ）
- スカルガールズ 2ndアンコール（ミス・フォーチュン）
- 戦国乙女 〜LEGEND BATTLE〜（カシン居士）
- ソウルクロニクル（ニーナ）
- 大攻城！三国×戦国クロスバトル
- 東京喰種 carnaval ∫ color（リゼ）
- ドラゴンクエストヒーローズII 双子の王と予言の終わり（フローラ）
- パズルオブエンパイア（諸葛亮）
- ピリオドキューブ 〜鳥籠のアマデウス〜（ミセリア）
- ファンタシースターオンライン2es（ナスヨテリ、モタブの預言書、ローズセイバー、ブレードスタビライザー-NT、H10ミズーリT、バイオリアクト）
- フェアリーテイル 〜ブレイブサーガ〜（ゼーラ）
- 崩壊学園（七海千秋）
- ホウチ帝国
- ミラクルニキ（ニキ）
- モンスターストライク（2016年 - 2024年、キスキル・リラ、ヤクモ、甘露寺蜜璃、アレクシア、中野一花）
- ワールド エンド エクリプス（ナスヨテリ〈弓〉）
- ワールド オブ ファイナルファンタジー（エナ・クロ、ボコ）
- ワールドチェイン（江、小雀）
- ワールドトリガー スマッシュボーダーズ（木虎藍）
- 姬魔恋战纪（司马懿）

2017年
- アバターメイト（アイ）
- 戦の海賊（チアキ・クリハラ）
- いただきストリート ドラゴンクエスト&ファイナルファンタジー 30th ANNIVERSARY（フローラ）
- ウチの姫さまがいちばんカワイイ（2017年 - 2020年、黒猫、シャルロット・デュノア、七草真由美、中野一花）
- 逆転オセロニア（アンドロメダ）
- キングダム ハーツ HD 2.8 ファイナル チャプター プロローグ（インヴィ）
- グリムノーツ（〈斉電大聖〉ゴクウ）
- 神代梦华谭（荷鲁斯）
- スクールガールストライカーズ 〜トゥインクルメロディーズ〜（沙島悠水）
- 戦国アスカZERO（七海千秋）
- 戦場のツインテール（ラン・アインシュタンナ）
- 双星の陰陽師（天王寺璃睦）
- ZORO（パルプル）
- Zgirls（花原紗希）
- 空と大地のクロスノア（ラフィエル）
- 体感合体 アクエリオンEVOL（ゼシカ・ウォン）
- 誰ガ為のアルケミスト（ロンギヌス、メルリヌス）
- デスティニーチャイルド（コウガ）
- ひめがみ絵巻（水着 七草真由美）
- ファイナルファンタジー レコードキーパー（デュース）
- ポコロンダンジョンズ（七草真由美）
- Black Rose Suspects（メリー・ジャスティン）
- 結城友奈は勇者である 花結いのきらめき（2017年 - 2022年、乃木園子）
- 四女神オンライン CYBER DIMENSION NEPTUNE（プルルート）
- Revolve-リボルヴ-（アリス）
- 料理次元（玉子焼、コリアンダーシフォンケーキ）
- 黒騎士と白の魔王（リリィ）
- 英灵召唤师（莉莉丝）

2018年
- 魔卡领域 LAND OF CAROMAG（维纳斯、爱丽儿）
- 三国ロマンス〜乱世を終える少女RPG〜（魯粛、関羽）
- 天下（铃兰）
- 天華百剣 -斬-（天使、七草真由美）
- 东京战记（神代利世）
- プリンセスコネクト！Re:Dive（2018年 - 2024年、アオイ / 双葉碧）
- ドラゴンクエスト ライバルズ（フローラ）
- ASSAULT GUNNERS HD EDITION（ナビゲーター）
- ドールズオーダー（ランスロット）
- 萌舞OL（女主）
- 神無月（ニナ、ディーサ）
- ファイナルファンタジー ブレイブエクスヴィアス（フォルカ、リノア）
- 光と闇の対決〜Fight Song〜（イザベラ）
- クリスタル オブ リユニオン（メルリヌス、マーリン）
- Goddess 闇夜の奇跡（ウィザード〈女〉）
- 陰陽師（面霊気）
- Summer Pockets（語り部 / 七海）
- ディシディア ファイナルファンタジー オペラオムニア（デュース、リノア）
- 実況パワフルプロ野球（佐倉睦子、甘露寺蜜璃）
- 機動戦隊アイアンサーガ（七瀬汐月）
- 刀使ノ巫女 刻みし一閃の燈火（2018年 - 2020年、乃木園子、七草真由美）
- THE KING OF FIGHTERS ALLSTAR（ノア）
- 電撃文庫：CROSSING VOID（黒猫、湊智花） - 海外向けアプリゲーム
- 决战！平安京（面霊気）
- Revolve Act-S-（アリス）
- ディシディア ファイナルファンタジー NT（リノア・ハーティリー）
- 〈物語〉シリーズ ぷくぷく（千石撫子）
- 食之契约（姜饼、腊八粥、鸡蛋仔）
- キュイジーヌディメンション（玉子焼、コリアンダーシフォンケーキ）
- スーパーロボット大戦X-Ω（カミナギ・リョーコ）
- ドラガリアロスト（メリィベル）
- 一零计划（奥利西亚、土御门雪奈、温蒂尼）
- フードファンタジー（ガイダンジャイ、ジンジャーブレッド）
- 機動戦士ガンダム エクストリームバーサス2（2018年 - 2025年、ロマリー・ストーン） - 4作品
- プレカトゥスの天秤（ラシェル・ベルティエ）
- ゲシュタルト・オーディン（黒鷺カノン、小野小町）
- 交響性ミリオンアーサー（ガラハッド）
- 幻想大陸エレストリア（ゾーイ）
- マギアレコード 魔法少女まどか☆マギカ外伝（2018年 - 2024年、黒江、千石撫子）
- 妖怪ウォッチ ぷにぷに（2018年 - 2023年、カトリーエイル・レイトン、中野一花）
- 戦国プロヴィデンス（杏本詩歌）
- Wonderland Wars（ミラベル、マァト）
- ドラゴンサマナーズ（ナビゲーター アーシャ）
- 恒星少女（アルデバラン）
- エンゲージプリンセス〜眠れる姫君と夢の魔法使い〜（黒猫）

2019年
- キングダム ハーツIII（インヴィ）
- モバイル・レジェンド（カグラ）
- ミラージュ・メモリアル（アテナ、ハデス）
- 一零プロジェクト（オンディーヌ）
- いつでもはたらく細胞（赤血球）
- 御城プロジェクト:RE〜CASTLE DEFENSE〜（江戸城、七海千秋）
- クラッシュフィーバー（赤血球、千石撫子）
- 一騎学園〜進撃！当千の魔法少女〜（献帝）
- 永遠の七日（瀬由衣、椎名まゆり）
- ファンタジーライフ オンライン（ユエリア、ティア）
- RELEASE THE SPYCE secret fragrance（乃木園子）
- 文豪ストレイドッグス 迷ヰ犬怪奇譚（ルーシー・M）
- ビーナスイレブンびびっど！（中野一花）
- グランドサマナーズ（レオーネ）
- AFTERLOST - 消滅都市（ユキ）
- 三国烈覇（孫尚香、張春華、貂蝉、孫小虎）
- ゴエティアクロス（赤血球）
- 消滅都市0.（常守朱）
- 時の歌-終焉なきソナタ-（弥幽〈ミヨ〉、熾妄天）
- 英語とクイズのココロセカイ（中野一花）
- ソードアート・オンライン アリシゼーション・ブレイディング（イーディス・シンセシス・テン）
- 魔王と100人のお姫様（ベルゼブブ、セバス）
- 超次元彼女: 神姫放置の幻想楽園（天照大神、宇迦之御魂神 ）
- ラストエスケイプ-復讐の女神-（花原紗希）
- 浮生若梦（马可萝妮、八咫）
- 异次元大作战
- 代号：海岸线（伊莎贝拉）
- アンノウン フューチャー（リン）
- 遊戯王 デュエルリンクス（セラ / 未知の決闘者）
- 樱都学园（真田千代）
- 奇迹少女（蝶夫人）
- 梦幻炫舞（神选之子）
- 极品飞车:热焰（女性车手〈日配〉）

2020年
- ブレイドストーリー（中野一花）
- イドラ ファンタシースターサーガ（リサ）
- 白猫テニス（セレナ、中野一花）
- ロストディケイド（メデューサ、サンドラ）
- VGAME（アンタリン・デシ）
- ガールズ X バトル2（阮籍）
- アイ・アム・マジカミ（椎名まゆり、中野一花）
- 戦姫ストライク（マーコーロニ）
- PUBG MOBILE（2020年 - 2021年、ボイスカードA・B）
- 魂器学院（アンナ、ノノニア）
- 失落王冠（筱宫绫濑）
- 東方キャノンボール（古明地さとり）
- メガミラクルフォース（園神凜祢）
- Summer Pockets REFLECTION BLUE（語り部 / 七海）
- エレメンタルストーリー（中野一花）
- AFK アリーナ（フレイラ）
- キャサリン・フルボディ for Nintendo Switch（キャサリン〈ヒーリングフラワー〉）
- アイドルマスター シンデレラガールズ スターライトステージ（椎名まゆり）
- 妖怪三国志 国盗りウォーズ（2020年 - 2021年、カトリーエイル・レイトン、赤血球）
- スーパーロボット大戦DD（2020年 - 2022年、カミナギ・リョーコ、クレオ・サーブラフ）
- 蒼藍の誓い ブルーオース（利根、雪風）
- ＃コンパス 戦闘摂理解析システム（狐ヶ咲甘色）
- ドールズフロントライン（アンジェリカ）
- 偽りのアリス（天使 / 立華かなで）
- 聖闘士星矢 ライジングコスモ（人魚・テティス、いるか座・雪乃）
- アークナイツ（ブレミシャイン、羅小黒）
- X2-解神者（月羲九、初玖）
- 五等分の花嫁 シリーズ（2020年 - 2023年、中野一花） - 5作品
- オルタナティブガールズ2（乃木園子）
- セブンズストーリー（立華かなで、セーラ）
- ユニゾンリーグ（中野一花）
- 正伝三国志（貂蝉）
- IdentityV 第五人格（七海千秋）
- 幻象回忆（哈迪斯）
- 魔女后宫-登陆送女仆（别西卜）
- 星之彼端（PIO）
- 無盡騎士團：勇者啟示錄

2021年
- パズル&ドラゴンズ（千石撫子）
- Ash Tale-風の大陸-（赤血球）
- ガールフレンド（仮）（中野一花）
- 共闘ことばRPG コトダマン（2021年 - 2024年、甘露寺蜜璃、中野一花、祈本里香、千石撫子 / なでこメドゥーサ、ヤクモ）
- シャイニングニキ（ニキ）
- ファンタジア・リビルド（土御門夏目）
- 装甲娘（ミネルバ改〈ラン〉）
- ワールドフリッパー（ゼタ）
- 百鬼異聞録〜妖怪カードバトル〜（面霊気）
- ブラック・サージナイト（アーク・ロイヤル）
- とある魔術の禁書目録 幻想収束（春上衿衣、園原杏里）
- 二ノ国：Cross Worlds（ウィッチ）
- 白夜極光（アイリーナ、イブ）
- ひぐらしのなく頃に 命（椎名まゆり）
- エクリプスサーガ（塗山初玖、月羲九）
- レイトン ミステリージャーニー カトリーエイルと大富豪の陰謀 DX+（カトリーエイル・レイトン）
- パズルガールズ（雪風）
- 終末のアーカーシャ（モーラン）
- 凍京NECRO〈トウキョウ・ネクロ〉SUICIDE MISSION（椎名まゆり）
- ステート・オブ・サバイバル（華夜
- 永遠の7日-終わりなき始まり（瀬由衣）
- ブレイブ フロンティア レゾナ（リリス）
- 鬼滅の刃 ヒノカミ血風譚（甘露寺蜜璃）
- ラグナドール 妖しき皇帝と終焉の夜叉姫（のっぺらぼう）
- 彼女、お借りします ヒロインオールスターズ（中野一花）
- 神角技巧と11人の破壊者 中国版（ヘレン＝クロックギア）
- アリス・ギア・アイギス（椎名まゆり）
- ラピスリライツ 〜この世界のアイドルは魔法が使える〜（エリザ）
- カウンターサイド（ユキ）
- 非人類学園 -Extraordinary Ones-（瀬由衣）
- レッド：プライドオブエデン（ピース）
- オリエント・アルカディア（貂蝉）
- 苍蓝断章（尤娜）

2022年
- シン・クロニクル（アンネ）
- プリコネ！グランドマスターズ（アオイ）
- 天空のアムネジア（天照大神、椎名まゆり）
- 放置少女〜百花繚乱の萌姫たち〜（中野一花）
- ブルーアーカイブ -Blue Archive-（2022年 - 2023年、秤アツコ）
- デュエル・マスターズ プレイス（カノン、中野一花）
- パズル＆サバイバル（エヴァ）
- ドラゴンポーカー（椎名まゆり）
- Tower of Fantasy（幻塔）（ヒルダ）
- メメントモリ（イリア）
- エタクロニクル（エミリー）
- 勝利の女神:NIKKE（2022年 - 2023年、マリアン、モダニア）
- フィットネスランナー（ナオミ ）
- 陰の実力者になりたくて！マスターオブガーデン（2022年 - 2024年、アレクシア）
- 魔法使いの夜（久遠寺有珠）
- ミシックヒーローズ（リリス）
- エムホールデム（千石撫子）
- 英傑大戦（玉藻前、静御前）
- セブンスフィア（劉協）

2023年
- ヘブンバーンズレッド（2023年 - 2024年、立華かなで）
- 戦国再臨 〜大戦の覇者となれ！〜（小雀）
- セガNET麻雀 MJ（千石撫子）
- アサルトリリィ Last Bullet（乃木園子）
- フィギュアストーリー（立華かなで）
- ハリー・ポッター:魔法の覚醒（カサンドラ・ヴォール）
- キュービックスターズ（ヤクモ）
- 404 GAME RE:SET -エラーゲームリセット-（パックマン）
- FREDERICA（フレデリカ）（姫）
- 人生ゲーム for Nintendo Switch（順風マホ）
- 呪術廻戦 ファントムパレード（祈本里香）

2024年
- 呪術廻戦 戦華双乱（祈本里香）
- Fate/Grand Order（久遠寺有珠）

2025年
- レーシングマスター（神代利世）
- 魔法少女まどか☆マギカ Magia Exedra（ヨダカ）
- ファンタジーライフi グルグルの竜と時を盗む少女（ユエリア）
- アズールレーン（ブラック★ロックシューター）
- ミステリート〜八十神かおるの挑戦！〜（氷川マイ）
- 鬼滅の刃 ヒノカミ血風譚2（甘露寺蜜璃）

### ドラマCD
2006年
- ZEGAPAIN audio drama OUR LAST DAYS（守凪了子）
- 大魔法峠 ドラマCDの章（ぽたる）

2007年
- GUNSLINGER GIRL -IL TEATRINO- SONORO『壁の向こう、世界の果て』（アンジェリカ）
- 月面兎兵器ミーナ キャラクターコレクション 1 - 5（羽蝉ナコル / 水無月ミーナ）
- スケッチブック ドラマCD Sketch Book Stories 〜前夜祭〜（梶原空）

2008年
- ELEMENT GIRLS 元素周期 萌えて覚える化学の基本（リチウム）
- 狂乱家族日記 凶華様 大地に立つ!!（乱崎優歌）
- セキレイ サウンドステージ01・02（草野）
- To LOVEる -とらぶる- ドラマCD（結城美柑）
- To LOVEる -とらぶる- Variety CD その3・その5（結城美柑）

2009年
- ドルアーガの塔 〜the fork of URUK〜（ヘナロ）
- 化物語 オリジナルドラマCD「佰物語」（千石撫子）
- “文学少女”シリーズ（2009年 - 2010年、天野遠子） - 6作品
- ELEMENT GIRLS 元素周期 聴いて萌えちゃう化学の基本（リチウム）
- PandoraHearts ドラマCD1・2（シャロン＝レインズワース）

2010年
- 俺の妹がこんなに可愛いわけがない（黒猫）
- 会長はメイド様! コンセプトCD-school side-（花園さくら）
- がんばれ!消えるな!!色素薄子さん ドラマCD（烏丸撫子）
- 恋の香り・こころ写して（深澤葉月）
- STEINS;GATE ドラマCD α・β・γ（椎名まゆり） - 3作品
- STEINS;GATE オーディオシリーズ（椎名まゆり） - 4作品
- 声優かっ!（梅）
- ドラマCD テイルズ オブ グレイセス 第1巻 - 第4巻（ソフィ）
- ディーふらぐ! ドラマCD I・II（2010年 - 2011年、柴崎芦花）
- P.S.すりーさん2011 〜開幕盤〜（64さん）
- 劇場アニメ『ブレイク ブレイド』番外編ドラマCD（クレオ・サーブラフ）
- Berry's ドラマCD Vol.2・3（佐藤夏姫）
- ぼく、オタリーマン。（後輩〈女〉）
- The Epic of Zektbach Novel CD Series 〜Blind Justice〜（ア・ミリア）
- ドラマCD「方言恋愛」3 - The Dialect Love 3
- VITAセクスアリス ドラマCD（天音真央）

2011年
- 蒼き鋼のアルペジオ（響真瑠璃）
- アンチリテラルの数秘術師（羽鷺雪名）
- TVアニメ『おとめ妖怪ざくろ』ドラマCD　活劇音盤 〜さき、共々と〜（薄蛍）
- キャラクタードラマCDBOOK 俺の嫁 花澤香菜 編（妹タイプ、感情希薄タイプ）
- じょしらく 特別版第弐巻 キャラ落語CD（空琉美遊亭丸京）
- アンソロジードラマCD テイルズ オブ グレイセス エフ（2011年 - 2014年、ソフィ） - 7作品
- DOG DAYS ドラマBOX vol.1 - 3（ノワール・ヴィノカカオ）
- ドラキュラ〜ふたりの吸血鬼〜（ミーナ・マーレイ）
- 取り合いドラマCD「修羅場!」〜おまえら、俺をめぐって争うんじゃない!〜 第2巻（野風実花）
- はちみつカフェ（月原蜜）
- ロウきゅーぶ!（湊智花）
- 神様ドォルズ ドラマ・キャラクターアルバム Vol.1 〜詩緒と一緒〜（日向まひる）
- 怪ピルグリム ドラマCD ※月刊コミックアーススター1月号 付録（リン）
- 萌えよ！戦車学校V型 ドラマCD付特装版（ジェニファー）
- ヒメこい ドラマCD（早坂怜奈）

2012年
- STEINS;GATE アンソロジードラマCD 幻視空間のリユニオン / 夢幻泡影のバケーション（椎名まゆり）
- ピカ☆イチ ドラマCD付特装版第4巻（鈴木花子）
- 怪ピルグリム ドラマCD付限定版第1巻（リン）
- IS 〈インフィニット・ストラトス〉（シャルロット・デュノア）
- The Epic of Zektbach Novel CD Series 〜Masinowa〜（マルクト）
- 咲-Saki- 阿知賀編 episode of side-A ドラマCD「バイト&バイト」（松実玄）
- 機動戦士ガンダムAGE CDドラマ Wedding Eve（ロマリー・ストーン）
- てーきゅう（2012年 - 2013年、坂東まりも） - 2作品
- 東京バベル オリジナルドラマCD「黄昏までは遊戯、夜明けからは散歩」（ラジエル）
- ドラマCD のうりん（中沢農）
- ロウきゅーぶ! キャラ＆CDセット「智花の“Shiny Gift”CD」（湊智花）

2013年
- アイドルプリテンダードラマCD（因瑛太 / ちなみ）
- ペルソナ4 ザ・ゴールデン Vol.1（マリー）
- ダンボール戦機 「戦士たちの休息」（花咲ラン）
- 天使1/2方程式 ドラマCD付初回限定版第4・7巻（高垣ゆい子）
- レーカン!（上原）
- プリンス・オブ・ストライド オーディオドラマ（2013年 - 2018年、桜井奈々） - 9作品
- PSYCHO-PASS サイコパス/ゼロ 名前のない怪物 上巻（常守朱）
- イナズマイレブンGO ドラマCD 時を超える絆（花咲ラン）
- スーパーダンガンロンパ2 アナザーストーリーCD 桃版（七海千秋）
- 『インフィニット・ストラトス』オリジナルドラマシリーズ（2013年 - 2014年、シャルロット・デュノア） - 2作品
- PHANTASY STAR ONLINE2 〜Projectドリームアークス!〜（リサ / ノエミ）

2014年
- 東京レイヴンズ ドラマCDパック（土御門夏目）
- IS 〈インフィニット・ストラトス〉 オリジナルボイスドラマ feat. インフィニット・ラバーズ（シャルロット・デュノア）
- ディーふらぐ! アニメ版ドラマCD（2014年 - 2015年、柴崎芦花） - 3作品
- 魔法少女OverAge 仮想:主題歌集（伊藤ましろ） - 同人作品
- TVアニメ『僕らはみんな河合荘』ドラマCD（河合律）
- ぽちゃまに（本橋紬）
- 日々蝶々（柴石すいれん）
- しろくまカフェオリジナルドラマCD3「ぱんだカフェ」（メイメイ）
- チェインクロニクルオフィシャルドラマCD vol.2（ペイシェ、ミドア）

2015年
- アンジュ・ヴィエルジュ Drama&Songs 繋がる絆（セニア）
- 私がモテてどうすんだ ドラマCD付特装版第5・7巻（芹沼花依）
- 今日のケルベロス（小茂根陽）
- この素晴らしい世界に祝福を! ドラマCD 「この真夏の海に騒乱を!」（ゆんゆん）
- PHANTASY STAR ONLINE 2 キャラクターソングCD〜Song Festival〜 I（リサ）
- 「PSYCHO-PASS サイコパス 追跡者 縢秀星」ドラマCD 上巻 / 下巻（常守朱）
- 消滅都市 ドラマCD（ユキ）
- スクールガールストライカーズ ドラマCD（沙島悠水）
- 魔法少女オーバーエイジ -kawaii songs collection-（伊藤ましろ）
- PHANTASY STAR ONLINE2〜アイドル・カプリッチオ〜（リサ）
- エブ★ラジ ドラマCDシリーズ 放送禁止。（椎名萌）
- ファントム オブ キル SPECIAL DRAMA CD（ロンギヌス）
- 山田くんと7人の魔女 オリジナルドラマCD〜朱雀高校ハロウィンパーティ〜（飛鳥美琴）

2017年
- ドラマCD「恋と嘘」 第1 - 3巻（高崎美咲）
- ドラマCD 天使の3P!（湊智花）
- Fate/Prototype 蒼銀のフラグメンツ Drama CD & Original Soundtrack 1・2・3・5（2017年 - 2019年、沙条綾香） - 4作品

2018年
- スクールガールストライカーズ 〜トゥインクルメロディーズ〜 Melody Collection ボイスドラマ（沙島悠水）
- TVアニメ「重神機パンドーラ」ドラマCD（クイニー・ヨウ）

2019年
- 怪盗ではない海藤ルミ子（小鳥遊ツムギ）
- デビルズライン 第14巻ドラマCD付き限定版（神埼昭仁）

2020年
- 萌えよ! 戦車学校 戦後編III型 ドラマCD付き特装版（ジェニファー）
- 宝石商リチャード氏の謎鑑定 ドラマCD第6巻「パライバ・トルマリンの恋」（谷本晶子）

2021年
- 電脳戦隊ラストエンジェルス SP STAGE 1・3（2021年 - 2022年、グレイス） - 2作品

2022年
- 蒼き鋼のアルペジオ 第24巻ドラマCD付き特装版（2022年、響真瑠璃）

### ラジオドラマ
- バック・トゥ・ザ・レディオ（穴井夕子[800]）※ニッポン放送開局60周年ミュ〜コミ+プラス・ラジオドラマ
- 放送禁止。（椎名萌[801]）※TBSラジオ エブ★ラジ 夜の連続スマホ小説
- 「Aimer ベストアルバムリリース記念スペシャルラジオドラマ〜君の歌が聴こえる〜」（JFN系列全22局、2017年[802]）
- ONE MORNING（TOKYO FM、2019年）[803]瑠璃子
- J-WAVE SELECTION JUMP OVER SPECIAL 〜バイノーラル・ラジオ・ドラマ ファミリーサマービュー〜(J-WAVE、2020年)[804]母・美容師役
- サラリーマンBLACK（RKBラジオ、2025年）[805]ユメコ

### 吹き替え

#### 映画
- ミス・ペレグリンと奇妙なこどもたち（2017年、エマ〈エラ・パーネル〉[806]）
- ハイジ アルプスの物語（2017年、ハイジ〈アヌーク・シュテフェン〉[807]）
- 僕のワンダフル・ライフ（2017年、ハンナ〈ブリット・ロバートソン〉[808]）
- 空海-KU-KAI- 美しき王妃の謎（2018年、玉蓮〈チャン・ティエンアイ〉[809]）
- ドクター・ドリトル（2020年、ベッツィ[810]）
- ハーレイ・クインの華麗なる覚醒 BIRDS OF PREY（2020年、カサンドラ・ケイン〈エラ・ジェイ・バスコ〉[811]）
- エスケープ・ルーム（2020年、ゾーイ・デイヴィス〈テイラー・ラッセル〉[812]）
- ランボー ラスト・ブラッド（2020年、ガブリエラ〈イヴェット・モンリール〉[813]）※劇場公開版
- ジェクシー! スマホを変えただけなのに（2020年、ジェクシー[814]）
- ワンダーウーマン 1984（2020年、幼少期のダイアナ〈リリー・アスペル〉[815]）
- でっかくなっちゃった赤い子犬 僕はクリフォード（2022年、エミリー〈ダービー・キャンプ〉[816]）
- エスケープ・ルーム2:決勝戦 エクステンデッド・エディション（2022年、ゾーイ・デイヴィス〈テイラー・ラッセル〉[817]）
- セント・エルモス・ファイアー（2022年、ウェンディ〈メア・ウィニンガム〉[818]）※ザ・シネマ新録版
- MEG ザ・モンスターズ2（2023年、ジェス〈スカイラー・サミュエルズ（英語版）〉[819]）
- デューン 砂の惑星PART2（2024年、アリア〈アニャ・テイラー＝ジョイ〉[820]）
- ミッキー17（2025年、ドロシー〈パッシー・フェラン〉[821]）

#### ドラマ
- ゲームシェイカーズ（2017年 - 2021年、ベイブ〈クリー・チッキーノ〉） - 3シリーズ[822][823][824]
- BULL / ブル 法廷を操る男（2019年）[825]
- ゾーイの超イケてるプレイリスト（2021年 - 2022年、ゾーイ・クラーク〈ジェーン・レヴィ〉[826]） - 2シリーズ

#### アニメ
- あぁ、レイモンド!（2009年、ルイーズ[827]）
- 羅小黒戦記 ぼくが選ぶ未来（2020年、シャオヘイ[828]）
- 天官賜福（2021年、半月[829]）
- スコット・ピルグリム テイクス・オフ（2023年、エンヴィー・アダムズ）
- インサイド・ヘッド2（2024年、イイナー[830]）
- RINGING FATE（2025年、要[831]）

### ナレーション

#### テレビ
- あにてれ Presents アニソ〜ンぷらす+（テレビ東京：2010年6月28日放送分・同年9月度のナレーション担当）
- NAOMIの部屋（NHK総合：2016年4月30日 - ）[832]
- BACKSTAGE（CBCテレビ：2019年5月5日[833] - 2022年3月27日 ）
- IKKOの奇跡の瞬間大連発！まぼろし〜衝撃映像祭り（テレビ東京：2019年10月10日、2020年2月21日、2020年3月12日、2020年4月9日）[834]
- 新世紀ミュージック（BSスカパー!：2019年11月4日 - 2020年3月30日）
- 富士山女子駅伝（2020年 - 2022年、フジテレビ系列）[835]
- ローマ帝国の失われた秘宝（スカパー!：2023年2月4日 - 2023年2月18日）[836]

#### ラジオ
- START LINE 占いコーナー（J-WAVE：2021年11月12日）[837]

#### CM
- 角川スニーカー文庫「サクラダリセット2」（2010年）[838]
- 秦基博「言ノ葉」（2013年）[839]
- くまみこ（2014年、まち[840]）
- 凛として時雨 Enigmatic Feeling（2014年）[841]
- 【18】 キミト ツナガル パズル（2015年）[842]
- SQUARE ENIX ガンガンJOKER「ハッピーシュガーライフ」⑤巻CM（2017年）[843]
- 川柳少女（2017年）[844]
- 鍛高譚 香り視覚化プロジェクト WebCM（2018年[845]、2019年）
- 映画『アラーニェの虫籠』りんの妄想CM『疑惑編』『ファンタジー編』（2018年[846]）
- 日清食品 ×天気の子「シーフードヌードル」（2019年）[847]
- ファイナルファンタジー ブレイブエクスヴィアス（2019年）[848]
- SUUMO 24時間スーモに夢中 Spotify、radiko（2020年）[849]
- KADOKAWA『きみがラジオを好きだから』（2021年）[850]
- 三井住友カード WebCM（2022年）[851]
- 明治「明治チョコレート」ラジオCM（2022年 - ）[注 8]
- KADOKAWA まったく最近の探偵ときたら（2023年、中西真白）[852]

#### 映像・展示
- 海がめロキシーの冒険（2015年7月18日 - ：「オービィ横浜」シアター23.4[853]、「オービィ大阪」シアター23.4）
- WEAVING ROOM〜Festival of WEAVER〜 from YouTube Space Tokyo（YouTube：2018年7月7日[854]）
- プラネタリウム「Tokyo Midnight Groove」（2019年7月26日 - ：コニカミノルタプラネタリウム“満天” in Sunshine City[855]）
- Tokyo LosT Tracks -サクラチル- DJ Program（YouTube、Bilibili：2020年7月5日・6日[856]）
- 山形県天童市 観光PR動画（2022年）[857]
- 三四郎単独ライブ「道徳の日本男児 其ノ漆」幕間VTRナレーション（2022年）[858]
- 山梨県立博物館「たんけん！はっけん！南極展　壮大な自然と人々の物語」×「宇宙よりも遠い場所」コラボレーション（2022年7月16日 - 2022年9月5日）[859]

#### PV・MV
- 第8回MF文庫Jライトノベル新人賞 スペシャルPV第7弾「お願いだから、あと五分！」（2012年[860]）
- メカクシティレコーズ（2013年、マリー）
- 伊藤計劃 Project Itoh 「虐殺器官」「<harmony/> ハーモニー」「屍者の帝国」（2014年）[861]
- 映画「サクラダリセット」（2016年）[862]
- 劇場版 魔法科高校の劣等生 星を呼ぶ少女 魔法科×豆しば コラボCM第2弾（2017年[863]）
- ダイワハウスSpecial 地球ゴージャス プロデュース公演Vol.15「ZEROTOPIA」90秒スポット（2017年[864]）
- スクールガールストライカーズ  きょうの隊長さん＜悩む隊長さん＞編 沙島悠水CV：花澤香菜（2017年[865]）
- 僕はロボットごしの君に恋をする（2017年、天野咲[866]）
- Summer Pockets（2017年）[867]
- 映画 サクラダリセット（2017年）[868]
- 先生、好きです。（2018年[869]）
- 青春高校3年C組（2018年[870]）
- WEAVER「最後の夜と流星」(2018年)
- NEOGEO mini（2018年[871]）
- 3月のライオン 14巻発売記念「ライオン」×「ハチクロ」のコラボPV（2018年[872]）
- 伊坂幸太郎 クジラアタマの王様「キャピキャピアイドル編」「疲れたお姉さん編」（2019年）[873]
- 乃木坂46「路面電車の街」（2019年）[874]
- ネスレ日本「モンプチ」ｘ「うちタマ?! 〜うちのタマ知りませんか？〜」コラボ動画　ナチュラルキッス編（2020年）[875]
- GA文庫「お隣の天使様にいつの間にか駄目人間にされていた件」PV第2弾（2020年）[876]
- KADOKAWA『世話やきキツネの仙狐さん』コミックス最新6巻発売記念PV（2020年、福田）[877]
- 俺の残機を投下します（2020年、結衣）[878]
- サレタガワのブルー（2020年、田川藍子）[879]
- ポケモンセンター「たのしい秋みつけた！」キャンペーン（2020年[880]）
- 東芝ライフスタイル Youtube 東芝 生活家電Officialチャンネル「知っ得チャンネル」天の声（2020年[881]）
- 電撃文庫 第27回電撃小説大賞《大賞》「ユア・フォルマ」スペシャルPV（2021年、エチカ・ヒエダ[882]）
- レイトン ミステリージャーニー カトリーエイルと大富豪の陰謀 DX+（2021年）[883]
- 内閣府 マイナンバーカード紹介動画 マイナちゃん他1人5役（2021年）[884]
- 120秒で分かる＜物語＞シリーズ（2021年）[885]
- 「春夏秋冬代行者 春の舞」【このライトノベルがすごい！2022 総合新作部門第1位受賞】スペシャルPV（2021年、姫鷹さくら[886]）
- 集英社 久保さんは僕を許さない（2023年）[887]

#### 音声案内
- 千葉都市モノレール車内放送（2013年6月8日 - 2014年3月31日：黒猫 / 五更瑠璃）竹達彩奈と共に[888]
- 『GODZILLA 怪獣惑星』と小田急電鉄のコラボ 「大山ケーブルカー」、特急ロマンスカー「メトロもみじ号」の車内アナウンス（2017年[889]）
- Denon AH-GC20 グランブルーファンタジー スペシャルエディション キャラクターの録り下ろしボイスによる音声ガイダンスを収録　ゼタ CV：花澤香菜（2017年[890]）
- 宇宙よりも遠い場所×横浜・八景島シーパラダイス ミニドラマの島内アナウンス（2018年[891]）
- ピエール中野とAVIOTコラボイヤフォン サイコパス常守朱（CV:花澤香菜）ボイスアナウンス（2019年）[892]
- はたらく細胞 原画展 赤血球（CV:花澤香菜）音声ガイド（2019年）[893]
- TOoKA BASE「五等分の花嫁∬」コラボのワイヤレスイヤホン オリジナル音声 一花（CV:花澤香菜)（2021年）[894]
- 富士急ハイランド×「五等分の花嫁∬」コラボイベント アナウンス（2021年）[895]
- 「東映太秦映画村×五等分の花嫁∬」コラボイベント「リアルシスターズウォー・again」撮りおろしボイス（2021年）[896]
- Society 5.0科学博 in 東京スカイツリー 音声ガイドのキャラクター ミライの声（2021年）[897]
- SHARP ヘルシオ・ホットクック・空気清浄機「五等分の花嫁」カスタムボイス 中野一花（CV: 花澤香菜）（2023年）[898]

### 朗読
- 女生徒/ろまん灯籠 海王社 朗読CD（2012年）
- 「大逆転裁判2 -成歩堂龍ノ介の覺悟- 〜龍ノ介の文明開化箱〜」イーカプコン限定版	朗読劇CD『集團朗讀劇《夏目漱石 倫敦塔》（音盤）』（2017年、御琴羽寿沙都[899]）
- 英雄たちの選択「100年前のパンデミック〜“スペイン風邪”の教訓〜」（NHK BS プレミアム：2020年）朗読[900]
- アプリ smash. （2020年）[901]
- 『春夏秋冬代行者 春の舞』【電撃文庫朗読してみた】（2021年）[902]
- 『俺の妹がこんなに可愛いわけがない　黒猫if』【電撃文庫朗読してみた】（2021年）[903]
- 『ロウきゅーぶ！』【電撃文庫朗読してみた】（2021年）[904]
- モノガタリ by mercari 朗読「消しゴム」「初恋の」（2021年）[905]
- 100分de名著（NHK Eテレ：2022年）朗読[906]
- 朗読・絵本で読む戦争（TBSラジオ：2022年）朗読[907]
- THE SPACE SUNRISE LIVE 2023 朗読「朝のリレー」（KIBO宇宙放送局：2023年[908]）
- 朗読「花澤香菜が読む 瀬尾まいこ『デートまでの道のり』」（NHKラジオ第1：2024年）朗読[909]

### オーディオブック
- 小説　言の葉の庭（2018年、雪野百香里[910]）
- スタン・リー・アライアンス トリックオブライト（2019年、全編朗読[911]）
- 小説　結物語（2022年、朗読[912]）

### デジタルコミック
- サイバーワン（2012年、ヒメノ[913]）
- 人形峠（2018年、支倉宵子、野々宮花恋[914]）
- 久保さんは僕を許さない（2020年、久保渚咲[915]）
- ラピスリライツ 私たちのPrelude（前奏曲）（2020年、エリザ）
- まったく最近の探偵ときたら（2021年、中西真白）[916]
- 転生したらパーティが男の子だらけだったけど断じて俺はショタコンじゃない（2021年、クリス[917]）
- 犬と猫どっちも飼ってると毎日たのしい（2021年、犬くん[918]）
- orange 1〜4話（2022年、高宮菜穂）[919]
- ストーリーで知る「子宮頸がん」（2022年、患者役）[920]

### ラジオ
※はインターネット配信。
2000年代
- 香菜とあゆみのまよらじ（2007年 - 2008年、公式ホームページ※、ランティスウェブラジオ※、BEAT☆Net Radio!※）
- スケッチブック ほんわからじお（2007年 - 2008年、アニメイトTV※、メディファクラジオ※）
- 花澤香菜のひとりでできるかな?（2008年 - 、超!A&G+※ / 2022年 - 、文化放送）
- 花澤香菜のここでいいのかな?（2008年、文化放送『アニスパ!』内、超!A&G+※）
- かんなぎらじお（2008年 - 2009年、アニメ版公式サイト※）
- 花澤香菜のやっぱりここでいいのかな?（2008年、文化放送『アニスパ!』内※、超A&G+※）
- あゆみ・かな・まりやのらじおPW（2009年、(PW)Project Witch公式サイト内※）
- ネットラジオ『パンドララジオ〜アヴィスの使者がやってくる!?〜』出張版（「月刊Gファンタジー」2009年8月号付録）
- STEINS;GATEラジオ 未来ガジェット電波局（2009年、HiBiKi Radio Station※）
- DARKER THAN BLACK BACKSTAGE PASS（2009年、第6回まで担当、アニメ公式サイト内※）

2010年代前半
- ラジオ"文学少女"〜真夜中の文芸部〜（2010年 - 2011年、超!A&G+※、ファミ通.com※、ランティスウェブラジオ※）
- デュラララ!!ラジオ 略して デュララジ!!（2010年 - 2011年、アニメイトTV※）
- Angel Beats! SSS（死んだ 世界 戦線）RADIO（2010年 - 2011年、HiBiKi Radio Station※、音泉※）隔週交代で担当
- ゆとり☆ちゃんねる〜ラヂオもイラッとしないでね♥〜（2010年、ゆとりちゃん公式サイト内※、音泉※、アニメイトTV※）
- B型R系（ビーガタ・ラジオケイ）（2010年、HiBiKi Radio Station※）
- ユーディーのアトリエ 〜グラムナートの錬金術士〜 囚われの守人Webラジオ（2010年、公式サイト内※）
- ブレブ・レイディオ クリシュナ王宮女官室（2010年、アニメイトTV※）
- 俺の妹が（ラジオでも）こんなに可愛いわけがない（2010年 - 2011年、アニメ公式サイト内※）
- TVアニメもしドラ 「程高放送部〜もしドラジオ〜」（2011年、アニメイトTV※）
- エレうた!（2011年 - 2012年、NHKラジオ第1）
- いぬぼくラジオ（仮）（2012年、アニメイトTV※）※4組のパーソナリティから交代で出演
- PSYCHO-PASSラジオ 公安局刑事課24時（2012年 - 2013年、2014年、音泉※）コーナーパーソナリティ「花澤香菜の執行モード・sweet」
- 俺の妹が（ラジオでも）こんなに可愛いわけがない。（2013年、アニメ公式サイト内※）
- RADIPEDIA月末スペシャル（2013年、J-WAVE）
- 凪のあすからじお（2013年 - 2014年、音泉※、HiBiKi Radio Station※）
- RADIO IS II（2013年、超!A&G+※、ランティスウェブラジオ※）
- 僕らはみんな河合荘 〜ラジオもみんな河合荘〜（2014年、HiBiKi Radio Station※、ランティスウェブラジオ※）
- 井口裕香・花澤香菜のチェンクロラジオ（2014年、文化放送、ラジオ大阪、超!A&G+※）
- 花澤香菜のオールナイトニッポンGOLD（2014年6月20日、2015年1月9日、ニッポン放送）
- デュラララ!!ラジオ 略して デュララジ!!×2（2014年 - 2016年、アニメ公式サイト内※）
- 花澤香菜・雨宮天のRADIO GREE NIGHT（2014年 - 2015年、文化放送）

2010年代後半
- よ・み・き・か・せ（2015年・2016年、TOKYO FM）
- 砂雪と夕夏のしょこめざらじお（2015年 - 2016年、HiBiKi Radio Station※、音泉※）
- 喜多村英梨と花澤香菜の＼おじマシュ〜Radio☆／（2016年、ラジオ関西〈アニたまどっとコム〉）
- グラニpresents 花澤香菜・内山夕実のクロ香菜さんとシロ夕実さん（2016年 - 2018年、超!A&G+※）
- 中西哲生のクロノス（2016年、TOKYO FM）
- 速水健朗のクロノス・フライデー（2016年、TOKYO FM）
- 石川界人と花澤香菜のサクラダリセット奉仕ラジオ（2017年、ラジオ大阪）
- 高橋みなみの これから、何する?（2017年、TOKYO FM）サプライズマンデー パーソナリティ
- 三菱電機 presents 星に願いを〜satellite girls, LIFT OFF!!!!〜（2017年、TOKYO FM）
- ラジオ 宇宙よりも遠い場所〜南極よりも寒い番組〜（2017年 - 2018年、音泉※）
- ラジオ シュタインズ・ゲート（2018年、文化放送）
- GYAO! CLUB INTIMATE 花澤香菜×杉本雄治（WEAVER）（2018年、J-WAVE、GYAO! ）
- 花澤香菜のオールナイトニッポン（2019年、ニッポン放送）メインパーソナリティ

2020年代
- 花澤香菜 パンの耳（2021年、TBSラジオ）パーソナリティ
- アニソン89秒の世界（2021年11月23日、2022年8月14日、2023年1月2日：NHK-FM）司会
- 佐久間宣行と花澤香菜のラジレート〜ラジオとチョコレートは明治〜 (2022年、TwitterLIVE※）
- はたらく細胞らじお（2023年、音泉※）
- MIXラジオ（2023年、Twitter※・音泉※）
- 第2回 ラジレート〜ラジオとチョコレートは明治〜（2023年、TwitterLIVE、YouTubeLIVE※）
- 花澤香菜の“これって花野井くんかな？”（2024年、超!A&G+※）

### インターネットテレビ
- ゼーガペイン 舞浜南放送局（2006年）パーソナリティ
  - 帰ってきた 舞浜南放送局（2013年8月9日、バンダイチャンネル）
  - 舞浜南放送局2016（2016年6月末、公式サイト・バンダイチャンネル）
- ディアリーステーション（2009年、ニコニコ動画「たるき亭」ch）
- Real Folder（2021年8月25日、Paravi）[935]

### テレビドラマ
- 最高の恋人（1995年、テレビ朝日[5]）
- ハンサムマン（1995年[5]）
- ガッコの先生（2001年、TBS）レギュラー・牧村佳奈子
- Pinkの遺伝子（2005年、テレビ東京[8]）女子生徒
- 怨み屋本舗（2006年、テレビ東京）ゲスト・青山美香
- 民王（2015年、テレビ朝日）着信音[注 9]（ノンクレジット）
- 名古屋行き最終列車（メ〜テレ）藤田未来
  - 2018 第3話（2018年、スピンオフ：ひかりTV）[936]
  - 2019 第4話（2019年、4K版：ひかりTV）
  - 2020 第3話（2020年、4K版：ひかりTV）
  - 2021 第1話（2021年、4K版：ひかりTV）
  - 2022 第1夜（2022年：ひかりTV）[注 10]
  - 2022 第2夜（2022年：ひかりTV）
- もみ消して冬 2019夏 〜夏でも寒くて死にそうです〜（2019年、日本テレビ）声の出演・AIサユリ[937]
- 恋はDeepに 第5話（2021年日本テレビ）声の出演・海洋生物役[938]
- 逃亡医F 第3話・第5話（2022年、日本テレビ）声の出演・河木マーサ役[939][940]
- ACMA:GAME アクマゲーム（2024年、日本テレビ）声の出演・おろち役[941]

### Webドラマ
- お前によろしく（2022年3月30日 - 、YouTube・TELASA）[942]

### テレビ番組
- やっぱりさんま大先生（1996年4月7日 - 2000年3月19日、フジテレビ）
- 「STEP BY STEP」 Lip tales ショートムービー（2005年、EP放送[8]）
- Club AT-X（AT-X）
  - フリージングTV ハナノトーク（2010年11月21日 - 2011年3月6日）
  - フリージングTV ハナノトーク ヴァイヴレーション（2013年10月7日 - 2013年11月18日）
- リスアニ!TV かなだけ〜ONLY KANA〜（2012年4月6日 - 2012年6月8日、TOKYO MX・AT-X・エンタメ〜テレ）
- 「ビットワールド」思春期たぬき ぽんぽこポコ太郎（2016年2月19日[943]・2016年4月15日[944]・2018年3月30日、NHK Eテレ） 声の出演
- 秘密のグリーンルーム（2016年5月30日 - 6月3日、テレビ朝日）[945]
- バラバラ大作戦「まんが未知」（2021年4月1日 - 、テレビ朝日） - MC
- ココロほっこり おにぎり（2021年9月14日 - 2021年9月28日[946]、NHK Eテレ）MCキャラクター「オニカナちゃん」の声
- 人気漫画家が選ぶ!本当にすごい漫画はコレだ!2022（2022年1月1日、テレビ朝日） - MC
- お願い!ランキング presents そだてれび（2022年4月5日 - 2022年4月8日、テレビ朝日） - ウィークリーMC[947]
- 花澤香菜の京のパン何にする？（2022年10月23日 - 11月13日、BSテレ東[948]） - 出演・ナレーション
- ぽかぽか（2023年1月10日 - 、フジテレビ[949]） - 火曜日レギュラー

### 実写映画
- 理由（2004年） - 由香里の友人 役
- 私の優しくない先輩（2010年、友情出演[950]）
- Go!Go!家電男子 THE MOVIE アフレコパニック（2014年3月8日公開、川村清人監督・ROKUGOU監督） - ドライヤンナ、本人 役
- 君がいなくちゃだめなんだ（2015年3月28日公開、ムラカミタツヤ監督） - 主演・楓アン 役[20]
- ハケンアニメ!（2022年5月20日） - 劇中アニメ「運命戦線リデルライト」清良役の声の出演[951]

### 舞台
- 天使は瞳を閉じて（2009年2月17日、19日、22日、築地ブディストホール） - 天使1[73]、おしばい軍団もずくぁんず 役
- *pnish*プロデュース公演「RADIO KILLED THE RADIO STAR」（2013年6月26日 - 7月7日、俳優座劇場） - ラジオパーソナリティ 役（声の出演）[952]
- 朗読劇「みつあみの神様」（2015年10月24日 - 25日、有楽町よみうりホール）[953]
- 地球ゴージャスプロデュース公演 Vol.15 「ZEROTOPIA」（2018年4月9日 - 5月22日、赤坂ACTシアター／5月29日 - 6月2日、刈谷市総合文化センター／6月9日 - 10日、新潟テルサ／6月22日 - 24日、福岡サンパレス／6月30日 - 7月1日、広島文化学園HBGホール／7月6日 - 15日、フェスティバルホール） - サンディー 役[954][955][注 11]
- KADOKAWA presents『流星コーリング』朗読音楽会（2019年3月16日、品川インターシティホール） - 朗読[956]
- 舞台 PSYCHO-PASS サイコパス Virtue and Vice（2019年4月18日 - 30日、日本青年館／5月3日 - 6日、森ノ宮ピロティホール） - 常守朱 役（ボイスキャスト）[957]
- ミュージカル『メイビー、ハッピーエンディング』（2020年8月11日 - 30日、シアタークリエ） - クレア 役[958][959][注 12]
- 舞台 PSYCHO-PASS サイコパス Virtue and Vice 2（2020年11月20日 - 29日、明治座／12月3日 - 6日、COOL JAPAN PARK OSAKA WWホール） - 常守朱 役（ヴォイスキャスト）[960]
- アルセーヌ・ルパン#2“虎の牙”（2022年8月6日 - 7日、イイノホール） - ルバッスール[961][注 13]
- コメディ朗読劇CONTELLING「とりあえずウーロン茶〜2023春〜」（2023年3月11日・12日、よみうり大手町ホール）[962]
- 大逆転裁判 -成歩堂龍ノ介と朗読の会-（2022年8月12日、J:COMホール八王子） - 御琴羽寿沙都 役[963]
- ノサカラボ朗読劇「パ・ド・ドゥ」（2023年10月28日・29日、ガレリアホール）[964]
- PSYCHO-PASS サイコパス 京都南座歌舞伎ノ舘×こえかぶ 朗読で楽しむ歌舞伎（2025年1月11日・12日、南座） - 常守朱 役[965]

### CM
- ジャスコ「トップバリュ」（1997年）
- サークルK「クリスマス／パン編」（1998年）
- 牧歌の里（1999年）
- メディアファクトリー「ポケモンカード★neo」（2000年）
- 住友林業「住友林業の家 フォレストファミリー」（2000年）[966]
- マツダ（2001年）
- 中部電力（2001年）
- 日本公文教育研究会「公文式」（2001年）
- 青森山田中学校（2001年）[5]
- カンコー学生服「転べ、青春」編（2004年）
- セイコー「DESIGN YOUR TIME」（2005年）[5]
- 株式会社ニジボックス「モーレツ宇宙海賊ソーシャル」「悪魔のリドルAK」（2012年）
- SEGA「チェインクロニクル〜絆の新大陸〜」 TVCMキャラボイス編、TVCM会話編、ファクト篇 （2014年）
- 株式会社Wright Flyer Studios「消滅都市」 それ正解篇、ほんとバカ篇、すべてを犠牲に篇、ずるいよ篇 （2015年）
- AFTERLOST - 消滅都市「SUGAO」篇[967]（2019年）
- サントリー ザ・プレミアム・モルツ「夏の神泡（ラバーズ）」篇（2019年）[968]
- 香港TVCM 紡優美 ar FÜM（2020年）[969]
- サントリー ザ・プレミアム・モルツ『缶直大好き　花澤さん』篇 WEB動画（2020年）[970]
- アリナミン製薬 ベンザブロック「プレミアムファスト効き目篇」「プレミアムファスト早め篇」（2021年）[971]

### 実写プロモーション
- シャープ（2015年）エモパーmovie「エモ動」第二弾「emopa life story」[972]、SHARP スマートフォンAQUOSのプロモーションキャラクターに起用[973]※WEBプロモーションの動画に出演。
- Umabi内スペシャルコンテンツ「異種実況チャレンジ」（2017年）※第80回東京優駿（2013年）を担当[974]
- LGエレクトロニクス・ジャパン株式会社 isai Beat“極上オンガク”花澤香菜編（2016年）[975]
- 池田模範堂 ムヒDC速溶錠 WEB動画（2020年）[976]

### アプリ
2010年
- 化物語時計（千石撫子）　　　

2011年
- アニメ電話　シュタインズ・ゲート まゆり（椎名まゆり）　　
- 俺の妹がこんなに可愛いわけがない iP（黒猫）　　　
- シュタインズ・ゲートめざまし 未来ガジェット0840号（椎名まゆり） 　　
- フラクタルめざまし フリュネ＆ネッサ（ネッサ）　
- 僕は友達が少ない App（羽瀬川小鳩）
- ロウきゅーぶ！めざまし（湊智花）

2012年
- ISボイススケジューラ（シャルロット・デュノア）　　 　
- ギルティクラウンめざまし（篠宮綾瀬）　
- 着ボイス 花（四詩乃、やえ）
- モーレツ♡宇宙海賊めざまし（チアキ・クリハラ）
- やきもち狂想曲　やきもちNAVI（ノワ）

2013年
- 電撃スタンプカレンダー（湊智花）

2014年
- アニメ『ゆとりちゃん』がアプリになってもイラっとするぞ（摘込しおり）　　 　

2015年
- ABC目覚ましNEWS（天使）
- しゃべるIS インフィニット・ストラトス（シャルロット・デュノア） - LINEスタンプ
- 「MAPLUS+」STEINS;GATEきせかえ（椎名まゆり）

2017年
- LINEスタンプ 魔法科高校の劣等生（七草真由美）

2018年
- まいにちコンパイルハート（プルルート）
- 『STEINS;GATE』LINE公式スタンプ「しゃべる！STEINS;GATEスタンプ」（椎名まゆり）

2020年
- MAPLUSキャラdeナビ（椎名まゆり）
- 五等分の花嫁アラーム（中野一花） 

2021年
- はたらく細胞×すこやかんぽ あるいて健康キャンペーン 限定応援ボイス（赤血球） 

2022年
- mimicle 世話やきキツネの仙狐さん（福田さん）ASMRボイスドラマ「仙狐さんと過ごす週末編」「健気な後輩、福田さん編」

### パチンコ・パチスロ
2010年
- 月面兎兵器ミーナ（羽蝉ナコル / 水無月ミーナ）

2012年
- 真田純勇士すぺしゃる（由利鎌之助）

2013年
- 戦国コレクション（泰平女君・徳川家康）
- 戦国乙女3（カシン居士）
- パチスロゼーガペイン（守凪了子 / カミナギ・リョーコ）
- パチスロ化物語（千石撫子）

2014年
- パチンコCR化物語（千石撫子）
- CRフィーバーモーレツ宇宙海賊（チアキ・クリハラ）
- ささみさん@がんばらないすろっと（邪神かがみ）

2015年
- 戦国コレクション2（泰平女君・徳川家康）
- パチスロ おとめ妖怪 ざくろ（薄蛍）
- パチスロ デッドマン・ワンダーランド（シロ）
- 想定科学パチスロSTEINS;GATE 廻転世界のインダクタンス（椎名まゆり）
- パチスロ IS 〈インフィニット・ストラトス〉（シャルロット・デュノア）
- CRフィーバーアクエリオンEVOL（ゼシカ・ウォン）

2016年
- 戦国乙女2〜深淵に輝く気高き将星〜（細川ユウサイ）
- パチスロ偽物語（千石撫子）
- マジカルハロウィン5（ルル / カル・ル）
- CR東京レイヴンズ（土御門夏目）
- A-SLOT偽物語（千石撫子）
- 真田純勇士ラブストライク（由利鎌之助）
- CRぱちんこ真田純勇士ゔぃくとり〜（由利鎌之助）
- パチスロ 凪のあすから（向井戸まなか）

2017年
- パチスロZETMAN（天城小葉）
- CR世界でいちばん強くなりたい!（真田朱里）
- CRギルティクラウン（篠宮綾瀬）
- SLOTギルティクラウン（篠宮綾瀬）
- ぱちスロ PSYCHO-PASS サイコパス（常守朱）
- パチスロアクエリオンEVOL（ゼシカ・ウォン）
- パチスロ 結城友奈は勇者である（乃木園子）
- 想定科学パチスロ Steins;Gate 廻転世界のインダクタンス ランヴォア（椎名まゆり）
- 戦国コレクション3（[泰平女君]徳川家康）

2018年
- パチスロGirls Guns Groovy（リルー）
- ぱちんこCR偽物語（千石撫子）
- CR STEINS;GATE（椎名まゆり）
- CRフィーバーアクエリオンW（ゼシカ・ウォン）
- CR戦国乙女5〜10th Anniversary〜（カシン居士）

2019年
- PフィーバーアクエリオンW 最終決戦Ver.（ゼシカ・ウォン）
- P咲 -Saki- 阿知賀編 episode of side-A（松実玄）
- P Rewrite（篝）

2020年
- Pフィーバーアクエリオン ALL STARS（ゼシカ・ウォン）
- パチスロ〈物語〉シリーズセカンドシーズン（千石撫子）
- 戦国コレクション4（[泰平女君]徳川家康）
- パチスロ アカメが斬る（セリュー・ユビキタス）

2021年
- P〈物語〉シリーズ セカンドシーズン（千石撫子）
- パチスロ 青の祓魔師（杜山しえみ）
- パチスロAngel Beats!（天使 / 立華かなで）

2022年
- ゼーガペイン2（カミナギ・リョーコ）

2025年
- P 俺の妹がこんなに可愛いわけがない。（黒猫）
- スマスロ マギアレコード 魔法少女まどか☆マギカ外伝（黒江）
- e マギアレコード 魔法少女まどか☆マギカ外伝（2025年、黒江）

### 映像商品
- THE IDOLM＠STER 4th ANNIVERSARY PARTY SPECIAL DREAM TOUR’S!!
- テイルズ オブ フェスティバル 2009
- 電撃文庫 秋冬の陣 de デュラララヴァーズ in 中野
- IS ワンオフ・フェスティバル!
- 青の祓魔師 BLUE NIGHT FES.
- 妖狐×僕SS〜シークレットなサービスなんて、し、しないんだからね!〜
- RO-KYU-BU! LIVE TOUR 2011 -Fantastic Game-
- RO-KYU-BU! LIVE 2013 -FINAL GAME-
- IS2 ワンオフ・フェスティバル2
- 朗読劇 PSYCHO-PASS サイコパス -ALL STAR REALACT-
- 舞台「みつあみの神様」
- デュラララウンジ!! in パシフィコ横浜
- プリンス・オブ・ストライド　オルタナティブ　FAN MEETING 2016 TO BE ALIVE
- ガヴリールドロップアウト〜天使と悪魔のパン作り〜
- 地球ゴージャスプロデュース公演 Vol.15 ZEROTOPIA
- 五等分の花嫁 スペシャルイベント
- テイルズ オブ グレイセス Anniversary Party
- 五等分の花嫁∬ SPECIAL EVENT 2021 in 中野サンプラザ
- 一緒にはたらく祭典
- ゾンビランドサガLIVE〜フランシュシュ 佐賀よ共にわいてくれ〜
- ポルカドットスティングレイ「踊る様に」初回生産限定盤 CD+2DVD（おどるこころパック）ポルカドットスティングレイ ポルフェス57 #ガチ幕張 ワンマン全編
- 名古屋行き最終列車　花澤香菜の華麗なる5年
- Base Ball Bear 海になりたい part.3 VOS限定受注生産盤 【日比谷ノンフィクションIX at 日比谷野外大音楽堂】
- 鬼滅の宴 -遊郭編-
- Animelo Summer Live 2022 -Sparkle- DAY3
- 名古屋行き最終列車2023

### その他コンテンツ
- ココロ・ボタン　最強のちやほやフェア 恋バナ生電話（2010年、春日新奈[1001]）
- カナービー（2013年、「花澤香菜 live 2013 “claire”」グッズ、システムボイス収録：かなちゃん）
- カナービー2（2014年、「かな〜でぃあんファミリーズ」「花澤香菜 live 2014 “25”」グッズ、システムボイス＆USBメモリ形式オーディオドラマ収録：かなちゃん、ナレーション）
- カナービー3（2015年、「かな〜でぃあんファミリーズ」「花澤香菜 live 2015 “Blue Avenue”」グッズ、システムボイス＆USBメモリ形式オーディオドラマ2収録：かなちゃん、ナレーション)
- カナービー4（2017年、「かな〜でぃあんファミリーズ」「花澤香菜 live 2017 ”Opportunity”」グッズ、システムボイス＆オーディオドラマ収録：かなちゃん、ナレーション[1002]）
- 多数決ドラマ『俺の妹がこんなに可愛いわけがない featuring エロマンガ先生』（2015年 - 2016年、黒猫）
- PRIUS!  IMPOSSIBLE GIRLS（2016年、01 2ZR-FXE エンジン[1003]）
- 【読み語り版】4th Album「L－エル－」Story Book アニメーショーンムービー（2016年、エル[1004]）
- リアル脱出ゲーム「沈みゆく豪華客船からの脱出」ルネ役（2017年[1005]）
- リアル脱出ゲーム×大逆転裁判「倫敦大法廷殺人事件」御琴羽寿沙都役（2017年[1006]）
- 『レイトン ミステリー探偵社』 in なぞともカフェCUBE「カトリーエイルと止まらない爆弾」カトリー（CV:花澤香菜）撮り下ろしボイス[1007]）
- メッツァ・ムーミンバレーパーク（2019年 - 、スノークのおじょうさん[1008]）
- ヒーローベータ（2019年 梅島芽衣子/メイコ）Live2Dアニメ[1009]
- オエノングループ「鍛高譚を飲んでＬＩＮＥ応募！花澤香菜グッズを当てようキャンペーン」ボイス入り目覚まし時計（2019年）[1010]
- AR謎解きゲーム『PSYCHO-PASS サイコパス 渋谷サイコハザード』ボイス 常守朱役（2020年）[1011]
- はたらく細胞×大正製薬コラボ「デコぴたっ！はたらく細胞 presented by パブロン」、限定ボイスドラマ配信。赤血球（CV:花澤香菜）（2020年）[1012]
- SPINEAR「TVアニメ イエスタデイをうたって」書き下ろし特別編音声ドラマ（2020年、森ノ目榀子[1013]）
- プレシードジャパン「AVIOT ワイヤレスイヤホン(TE-BD21J-PNK等)」ボイスガイダンス（2020年 - ） [1014]
- リアル脱出ゲーム×STEINS;GATE「繰り返す死の運命からの脱出」椎名まゆり（CV:花澤香菜）（2021年）[1015]
- テレビ東京若手映像グランプリ2022「360°野田クリスタル」はむはむの声（2022年）[1016]
- セガ 動く絵本プロジェクター ドリームスイッチ日本の昔話と世界の童話 50（2022年）読み聞かせ[1017]

## ディスコグラフィ

### タイアップ曲
| 楽曲                       | タイアップ                                                                                 | 時期   |
| -------------------------- | ------------------------------------------------------------------------------------------ | ------ |
| happy endings              | テレビアニメ『絶園のテンペスト』エンディングテーマ                                         | 2012年 |
| 迷惑スペクタクル           | テレビアニメ『となりの関くん』オープニングテーマ                                           | 2014年 |
| 傘を閉じたら               | PlayStation Vitaゲーム『解放少女 SIN』エンディングテーマ                                   | 2014年 |
| 君がいなくちゃだめなんだ   | 映画『君がいなくちゃだめなんだ』主題歌                                                     | 2015年 |
| Silent Snow                | 『ゼーガペインADP』イメージソング                                                          | 2016年 |
| 雲に歌えば                 | 『おはよう朝日です』（朝日放送）Think Bee! 星占いランキング テーマソング                   | 2017年 |
| 大丈夫                     | テレビアニメ『レイトン ミステリー探偵社 〜カトリーのナゾトキファイル〜』エンディングテーマ | 2018年 |
| Moonlight Magic            | テレビドラマ『お耳に合いましたら。』（テレビ東京）オープニングテーマ                       | 2021年 |
| SHINOBI-NAI                | 『Love music』（フジテレビ）11月オープニングテーマ                                         | 2021年 |
| 駆け引きはポーカーフェイス | テレビアニメ『それでも歩は寄せてくる』オープニングテーマ                                   | 2022年 |
| 命运之门                   | 中国アニメ『萌妻食神』3期オープニングテーマ                                                | 2022年 |
| 时之奇旅                   | 中国ゲーム『王者荣耀』テーマソング                                                         | 2022年 |
| 噼啪啪啵                   | 中国ゲーム『宝石研物语：伊恩之石』テーマソング                                             | 2022年 |
| ドラマチックじゃなくても   | テレビアニメ『久保さんは僕を許さない』オープニングテーマ                                   | 2023年 |
| Circle                     | テレビドラマ『俺の美女化が止まらない!?』（テレビ東京）オープニングテーマ                   | 2023年 |
| 灰色                       | テレビアニメ『ダークギャザリング』第1クールエンディングテーマ                              | 2023年 |
| インタリオ                 | テレビアニメ『ダークギャザリング』第2クールエンディングテーマ                              | 2023年 |
| やれんの? エンドレス       | テレビアニメ『忍者と殺し屋のふたりぐらし』オープニングテーマ                               | 2025年 |

## ライブ・イベント

### 合同ライブ
| 出演日         | タイトル | 会場                                 |
| -------------- | --- | ------------------------------------ |
| 2022年2月13日  | オダイバ!!超次元音楽祭-ヨコハマからハッピーバレンタインフェス2022-                                                           | ぴあアリーナMM (神奈川県)            |
| 2022年8月28日  | Animelo Summer Live 2022 -Sparkle-                                                                                           | さいたまスーパーアリーナ（埼玉県）   |
| 2022年10月29日 | オールナイトニッポン55周年記念 佐久間宣行のオールナイトニッポン0 presents ドリームエンターテインメントライブ in 横浜アリーナ | 横浜アリーナ（神奈川県）             |
| 2023年7月9日   | Tencent Music Entertainment Awards 2023                                                                                      | 中国澳门孙逸仙大马路（中国・マカオ） |
| 2023年8月27日  | Animelo Summer Live 2023 -AXEL-                                                                                              | さいたまスーパーアリーナ（埼玉県）   |
| 2024年9月1日   | Animelo Summer Live 2024 -Stargazer-                                                                                         | さいたまスーパーアリーナ（埼玉県）   |

### その他ライブ
| 出演日       | タイトル                                | 会場                                    | 備考          |
| ------------ | --------------------------------------- | --------------------------------------- | ------------- |
| 2021年7月4日 | 小倉唯 LIVE 2021「#Re♥LOVEcall」 昼公演 | パシフィコ横浜 国立大ホール（神奈川県） | Special Guest |